# Lokomotivka StEG
Lokomotivka StEG vznikla roku 1839 jako první továrna svého druhu v Rakousko-Uhersku. Do jejího zániku v roce 1930 zde bylo vyrobeno přes 4000 lokomotiv, velké počty vagónů a dalších strojírenských výrobků. Používané technologie a lokomotivy v ní vyráběné často představovaly špičku soudobého vývoje.

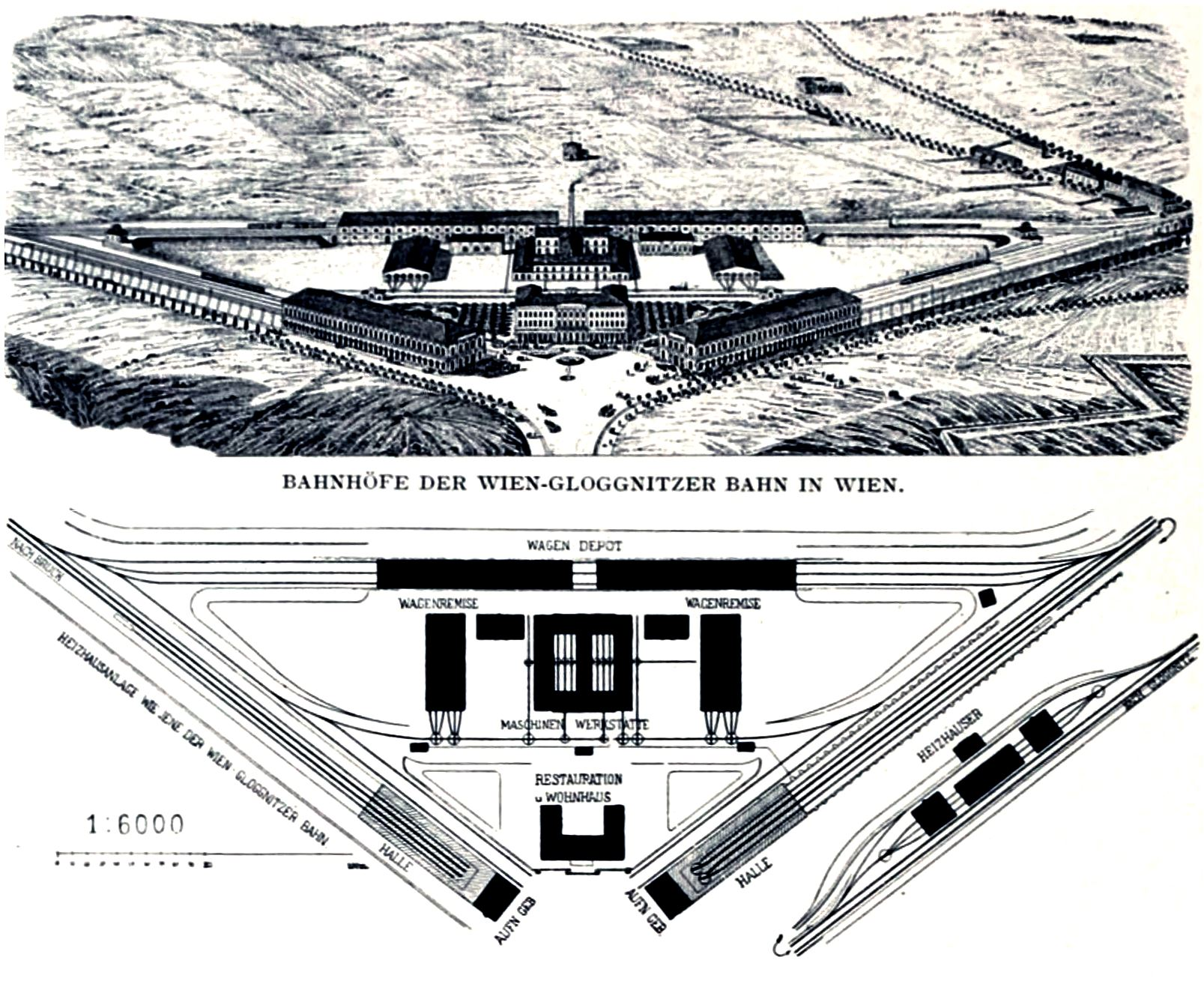
Dílny Vídeňsko-gloggnitzské dráhy v klínu mezi pozdějšími vídeňskými nádražími Ost- a Südbahnhof, stav kolem roku 1850

## Vznik
Budoucí továrnu nechal na základě své americké studijní cesty zřídit na místě mezi pozdějšími vídeňskými nádražími jižní a východní dráhy jako dílny a strojní zázemí pro budovanou Vídeňsko-raabskou dráhu (WRB) její hlavní stavbyvedoucí a pozdější provozní ředitel Mathias Schönerer. Její návrh a vybavení měly být už roku 1837 zadány firmě Fairbairn & Co. z Manchesteru. Zakázkou byl pověřen a od roku 1838 realizaci vedl její mladý inženýr John Haswell, kterého Schönerer následujícího roku získal i jako prvního ředitele. Ten potom v čele továrny stál po čtyři desítky let.

## Haswellova éra
Haswell, spolu s mechanikem Kraftem, dokázali za 1½ roku vybudovat funkční továrnu sestávající z kotlárny, slévárny a dvou remíz tak, že mohla být nejen 21. dubna 1840 slavnostně otevřena arcivévodou Johannem, ale ještě téhož roku pro Raabskou dráhu vyrobila tři lokomotivy a několik desítek vagónů. Jednalo se tak o první železniční vozidla vyrobená v monarchii. K tomu bylo třeba vybudovat zcela nové výrobní odvětví - zavést nové, v Rakousku dosud neexistující technologie (mj. odlévání součástí ze železa), obstarat či vyrobit potřebné stroje, nářadí a přípravky, a k tomu pro začátek vyškolit přes 400 pracovníků. Továrna vyráběla železniční vozidla pro vlastní i cizí železnice a zajišťovala údržbu veškerého strojního zařízení své dráhy.
Roku 1841 byla lokomotivka úředně uznána jako "k. k. Landesberechtigte Maschinenfabrik" (státem uznaná strojírna) – v administrativních a organizačních věcech samosprávná, do jisté míry nezávislá na majiteli (a proto často uváděná i jako Haswellova).
Mezi průkopnické lokomotivy, které opustily továrnu v prvních letech její existence, patří první trojspřežní lokomotiva na kontinentu "FAHRAFELD" (1846), soutěžní lokomotiva pro Semmeringskou dráhu "VINDOBONA" (1851), první čtyřspřežní „horská“ lokomotiva "WIEN-RAAB" (1855) pro Semmering, nebo první čtyřválcová lokomotiva na světě "DUPLEX" (1862).

## Haswell pod StEG
V roce 1851 převzal Glognitzskou dráhu i s lokomotivkou rakouský stát. Roku 1855 přešla továrna odprodejem za cenu 1,5 mil. zl. konvenční měny do majetku Společnosti státní dráhy (StEG) a název se změnil na k.k. landesbefugte Maschinen-Fabrik in Wien der privilegirten österreichisch-ungarischen Staats-Eisenbahn-Gesellschaft. (C.k. úředně autorizovaná strojírna privilegované společnosti Rakousko-uherské státní dráhy ve Vídni). Továrna, od té doby obvykle označovaná též zkratkou StEG, byla pod novým majitelem několikrát rozšířena a modernizována. 
Pod vlivem technického ředitele StEG Wilhelma Engertha (ve funkci 1855-79) vyrobila továrna v letech 1853–1873 velký počet dvojspřežních lokomotiv s podpůrným tendrem, tzv. Engerthova systému. Z nich technicky nejdále byly dotaženy 4 lokomotivy pro dráhu Oraviţa–Anina, z let 1862–67, které v provedení konstruktéra Finka měly poháněny i nápravy polotendru. Oproti tomu prosadil Haswell po roce 1865 do výroby pro výkonnější stroje jednodušší a perspektivnější tří- a vícespřežní řešení pojezdu s příčně posuvnými nápravami (alias systém Haswellův).  
Mezi Haswellovy vynálezy zavedené v té době v továrně do praxe patří výroba kol odléváním nebo vynález hydraulického kovacího lisu (1860), který umožnil vyrábět velké a komplikované výkovky, jako ojnice a spojnice, tehdy nejdokonalejším způsobem a v nejvyšší kvalitě - lisováním do zápustek. Jiným zavedeným zlepšením bylo hydraulické nýtování (1878).
Výrobky Haswellovy lokomotivky vystavované na světových výstavách získaly zlaté medaile v Paříži v letech 1855 a 1867, v Londýně 1862 a ve Vídni 1873.
V roce 1864 se továrna stala obětí hospodářského poklesu, když bylo vyrobeno pouze pět lokomotiv a 136 vagonů. Firma se flexibilně přeorientovala i na výroby mimo svůj vlastní sortiment. Dodala například železnou konstrukci pro dokončovanou severní věž vídeňského dómu sv. Štěpána. Zlatým hřebem byla 14 metrů dlouhá železná jehla na přilbici vážící jednu tunu, kterou byla v té době schopna vyrobit pouze strojírna StEG.
Od roku 1866 se výroba znatelně zvýšila v důsledku dalšího rozšiřování rakouské železniční sítě. V roce 1870 byla vyrobena 1000. lokomotiva, pojmenovaná "Kaiser Franz Josef" (řady Ⅴ, později ČSD 401.014 ČSD) představená i na Světové výstavě ve Vídni 1873. V této době se kromě lokomotiv vyráběly také vagóny (do roku 1873), parní stroje, parní kotle, ocelové mosty, lokomotivy nebo parní buchary. V roce 1873 pracovalo v továrně 1 400 zaměstnanců a v témže roce byl instalován druhý Haswellův lis s lisovacím tlakem 1 200 tun.

## Předválečná konjunktura a poválečný úpadek

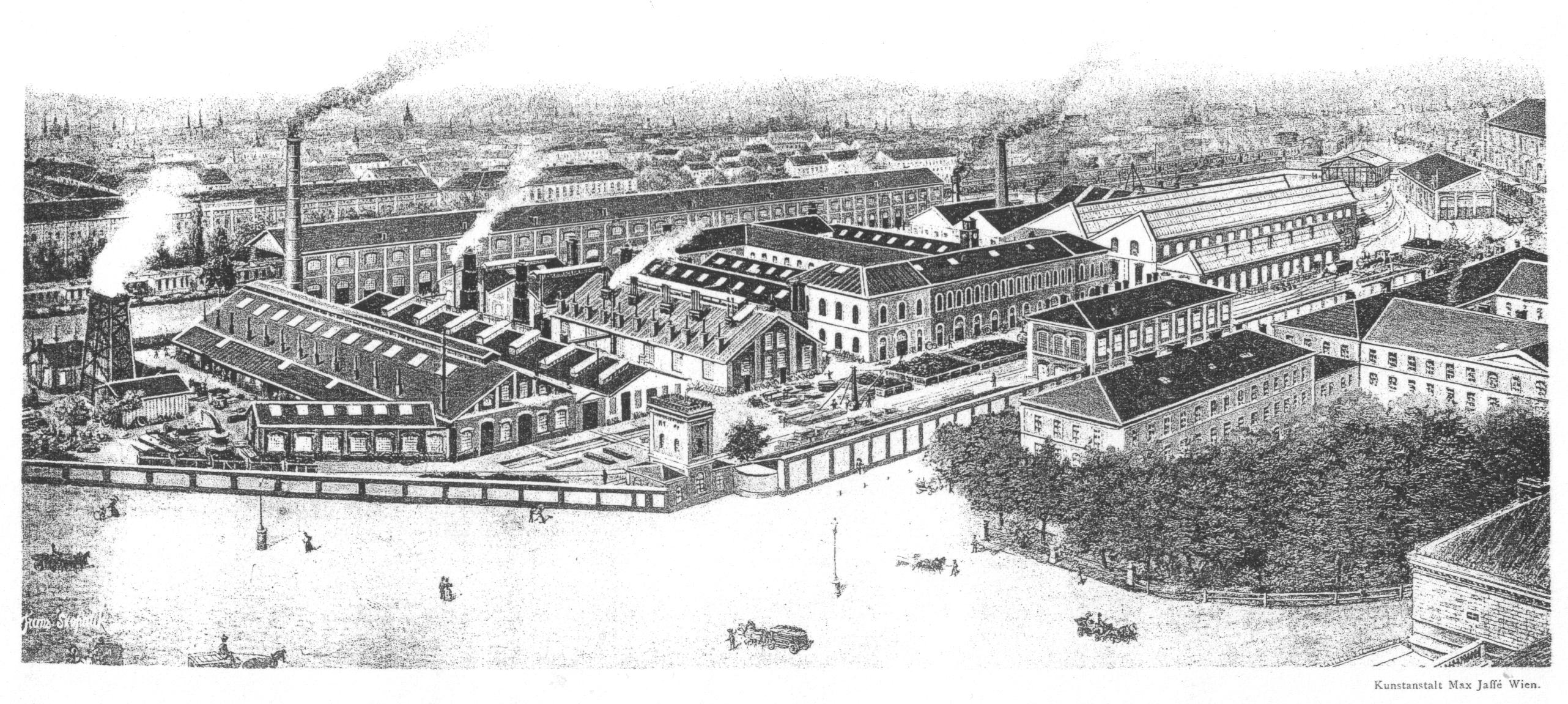
Továrna StEG ve Vídni v roce 1902, veduta od Fr. Skopalíka

Po roce 1872 nastoupil do funkce vedoucího oddělení technické a lokomotivní služby StEG ve Vídni E. Polonceau, v letech 1877–85 byl ředitelem této služby. Za jeho působení se ve výrobě a stavbě lokomotiv prosadily některé vlivy francouzské lokomotivní školy.
V roce 1879 byla lokomotivka jako první vídeňská továrna vybavena elektrickým osvětlením a v letech 1887 až 1900 proběhla další rozsáhlá modernizace. Také počet objednávek opět prudce stoupal, v letech 1888 až 1902 bylo vyrobeno 1 000 lokomotiv. Výrobní program byl rozšířen o překládací plošiny, parní navijáky, elektricky poháněné jeřáby, čerpadla, železniční zabezpečovací systémy, atd. V roce 1900 bylo dosaženo nejvyššího počtu vyrobených lokomotiv za rok, a to 100 kusů. V roce 1902 opustila tovární haly 3 000. lokomotiva.
Mateřská StEG přišla zestátněním roku 1908 o své tratě. Přestože lokomotivka byla a zůstala ve vlastnictví Společnosti, nedodávala výhradně jí. Stálými zákazníky byly tradičně Společnost jižní dráhy (SB), později Císařsko-královské státní dráhy (kkStB) a po roce 1918 z nich nově vzniklá společnost BBÖ. 

Během první světové války společnost pokračovala v dodávkách lokomotiv za ztížených podmínek, významnými zákazníky se staly armádní správa a c. k. polní dráhy (mj. 25 Lokomotiv R IIIc roku 1918). Přesto ještě v září 1915 z továrny jako 4 000. vyrobená lokomotiva vyjel rychlíkový stroj 570.01 SB navržený hlavním konstruktérem Hansem Steffanem; právě včas na oslavy 75. výročí vzniku podniku.

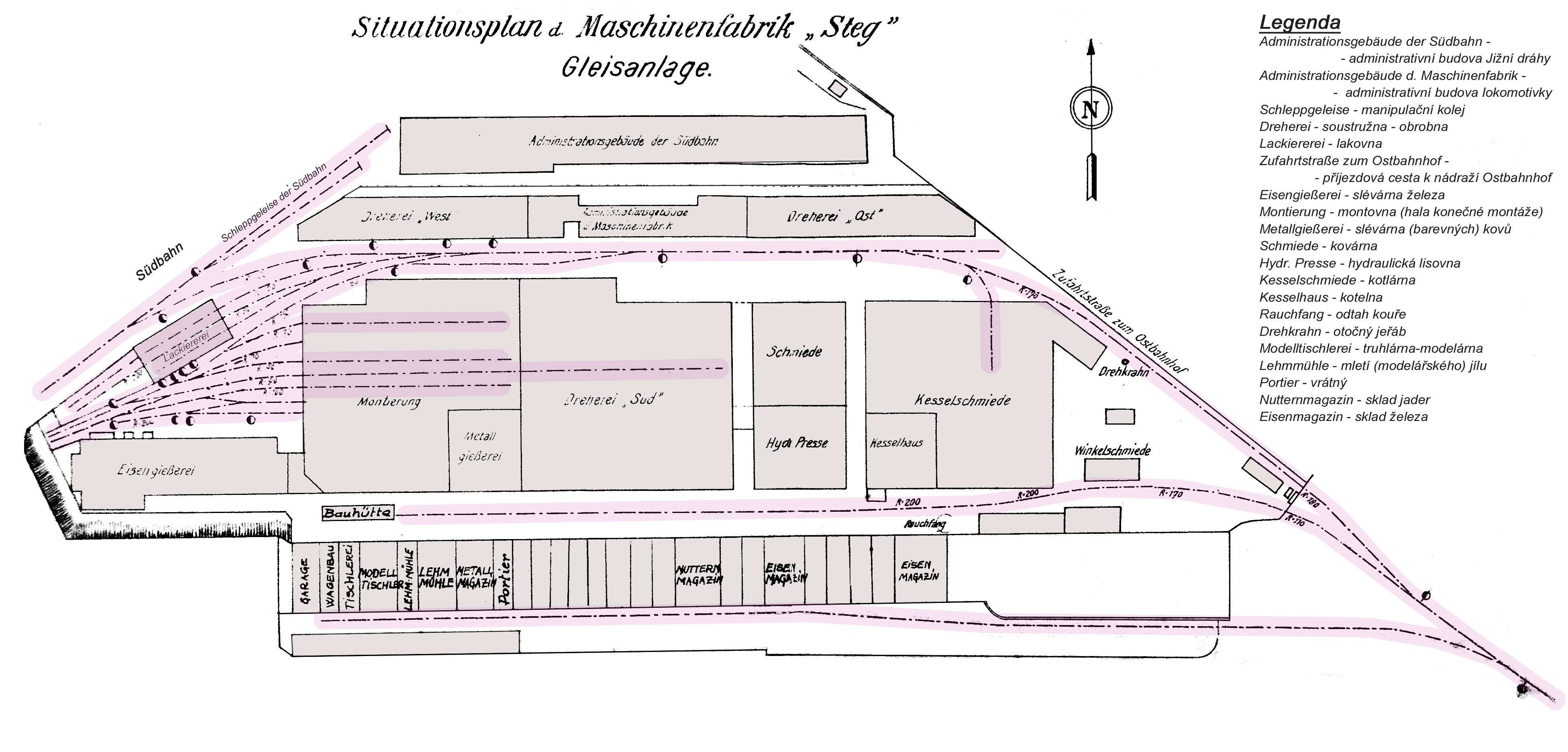
Plánek areálu lokomotivky StEG ve Vídni s kolejištěm vlečky, okolo 1930

Důsledkem světové války bylo výrazné omezení odbytišť pro lokomotivy, kdy potřeby zmenšeného rakouského území nemohly naplnit stávající výrobní kapacity rakouských lokomotivek. Pro zbytkové BBÖ byly ještě dodány lokomotivy tří odlišných typů - parní rychlíková 2'D p2 řady 113 vyvinutá Hansem Steffanem a elektrické lokomotivy řad 1029 a 1280. Klesající prodeje pak mohly být ještě nějakou dobu kompenzovány zahraničními objednávkami, například pro zahraniční železnice SHS a Řecka. 
V předvečer krize v roce 1929 se mateřská společnost StEG dostala do vážných hospodářských potíží v důsledku krachu své domácí banky Allgemeine Bodenkreditanstalt. Nový vlastník, společnost Creditanstalt, přistoupil k fúzi čtyř dosud existujících rakouských lokomotivek, na jejímž konci měla nadále zůstat pouze vídeňská továrna Floridsdorf (WLF). Lokomotivka StEG tak v roce 1930 zavřela své brány poté, co tu bylo vyrobeno celkem 4 843 lokomotiv. Strojní zařízení a nedokončené zakázky byly předány do Floridsdorfu, objekty továrny byly postupně opuštěny a zdemolovány. Dnes se na místě továrny nachází vídeňské hlavní nádraží.

## Výrobní vazby
Spolu s tratěmi získala StEG roku 1855 od státu ve dnes rumunském Banátu spolu s rozsáhlým pozemkovým majetkem i doly na železnou rudu, měď a černé uhlí, hutě, železárny a strojírny v Reșițe (Reschitz) a Anině (Steierdorf), do kterých mohutně investovala. Hlavním výrobním programem byla výroba železničních kolejnic, výhybek a mostních konstrukcí a zásobování vídeňské továrny ocelí a polotovary. První malá úzkorozchodná lokomotiva pro vlastní trati železáren v Reșițě byla dodána roku 1871 z vídeňské továrny, další si tu na základě daného vzoru od roku 1872 vyráběli sami. Také lokomotivou č.4 "HUNGARIA" se StEG pochlubila na Světové výstavě 1873. Do roku 1914 tak v Resitě vzniklo 9 malých lokomotiv B m2t a C m2t na úzký rozchod pro potřeby StEG a lesních drah.
StEG pokrývala svou poptávku po strojích téměř výhradně ve své vlastní továrně. K roku 1973 se udávala výrobní průchodnost 100 lokomotiv a 1000 vozů ročně. Pokud byly kapacity vytíženy, podílely se na dodávkách podle předané dokumentace i jiné lokomotivky. Také za éry státních drah kkStB po roce 1900 bylo běžné, že se zakázka zadávaná podle jednotné výrobní dokumentace připravené v jedné továrně rozdělila mezi více lokomotivek v monarchii.
Strojírna Společnosti byla i první ve Vídni, která od roku 1860 vyvážela do zahraničí. Zákazníky byly železnice v Rusku, Německu, Španělsku, Řecku, Švýcarsku, Itálii nebo v Egyptě.
Po roce 1919 se StEG podílela na zahájení výroby v první polské lokomotivce Fablok v Chrzanówě.

## Konstruktéři
V továrně pracovali nebo s ní spolupracovali Wilhelm von Engerth, Pius Fink, Ernest Polonceau, Ernst Beutel, Louis Adolf Gölsdorf, Rudolf Sanzin, Ernst Prossy a Hans Steffan, který byl hlavním konstruktérem továrny až do jejího uzavření. S továrnou byl spojen i Karl Gölsdorf. V letech 1884 až 1891 tu započal svou kariéru, nejprve jako konstruktér a později jako vedoucí výroby lokomotiv. Bernhard Demmer, hlavní konstruktér továrny za Haswellova vedení, založil v roce 1869 konkurenční lokomotivku ve Vídni - Floridsdorfu.

## Galerie

### Osobnosti lokomotivky
- Mathias Schönerer
provozní ředitel WRB/WGB 1841-53
- John Haswell
ředitel lokomotivky StEG 1839–82
- Wilhelm Engerth
generální ředitel StEG 1855-79
- Ernest Polonceau
ředitel strojní služby StEG 1871–85
- Karl Gölsdorf
konstruktér a šéf montáže lokomotivky 1884–91
- Hans Steffan
konstruktér a ředitel lokomotivky 1900–30

### Zařízení lokomotivky
- Kotlárna
- Kovárna
- Haswellův hydraulický lis s lisovacím tlakem 1 200 tun
- Strojní dílna na mechanické opracování
- Montážní hala, 1901
- Montážní jeřáb na posuvně, 1857

### Výrobky lokomotivky

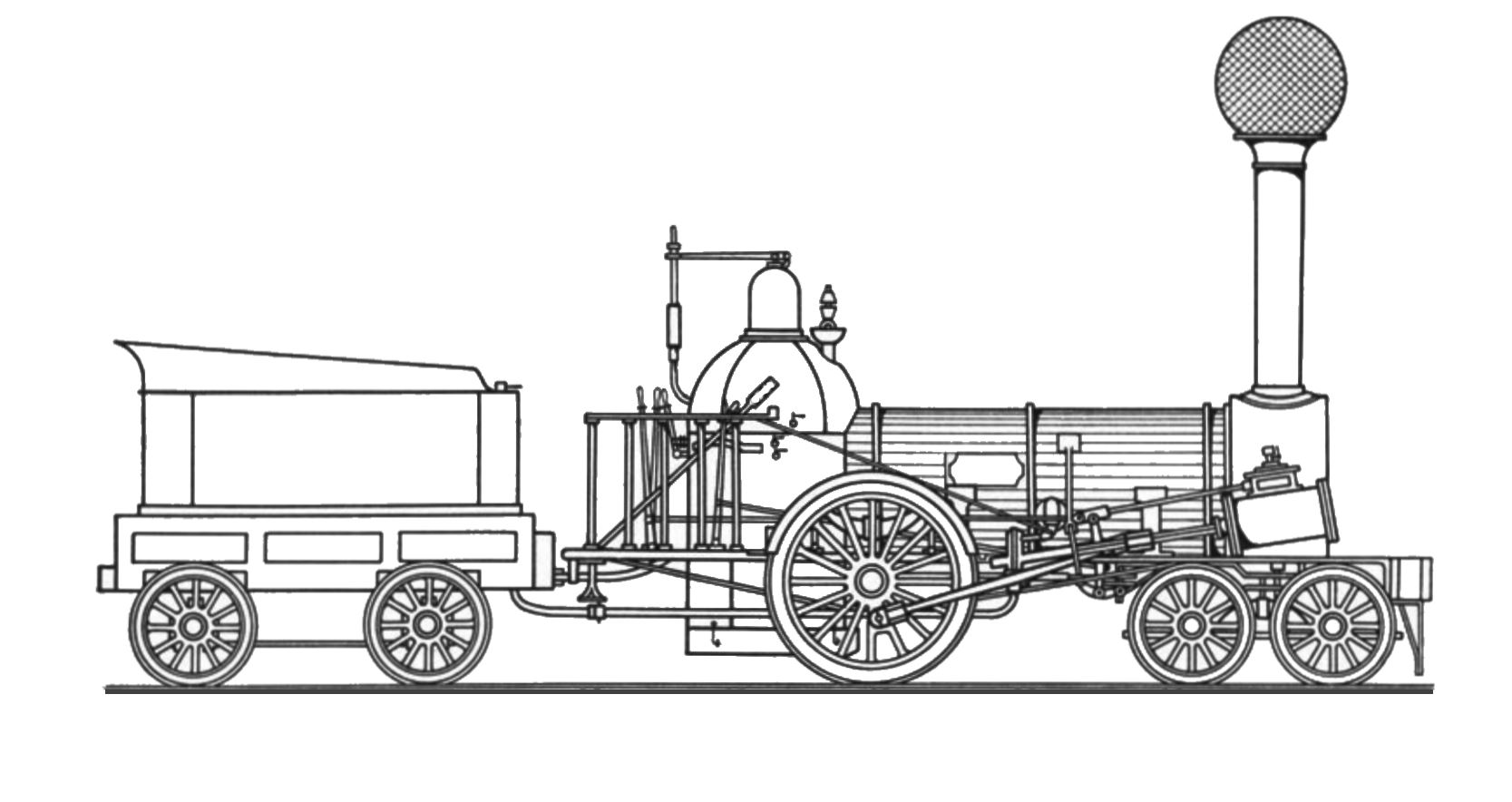
První u Haswella vyrobená lokomotiva "WIEN"⁽ᴵᴵ⁾, 2'A m2 po vzoru stroje z Norrisovy lokomotivky, výr.č.1/1840
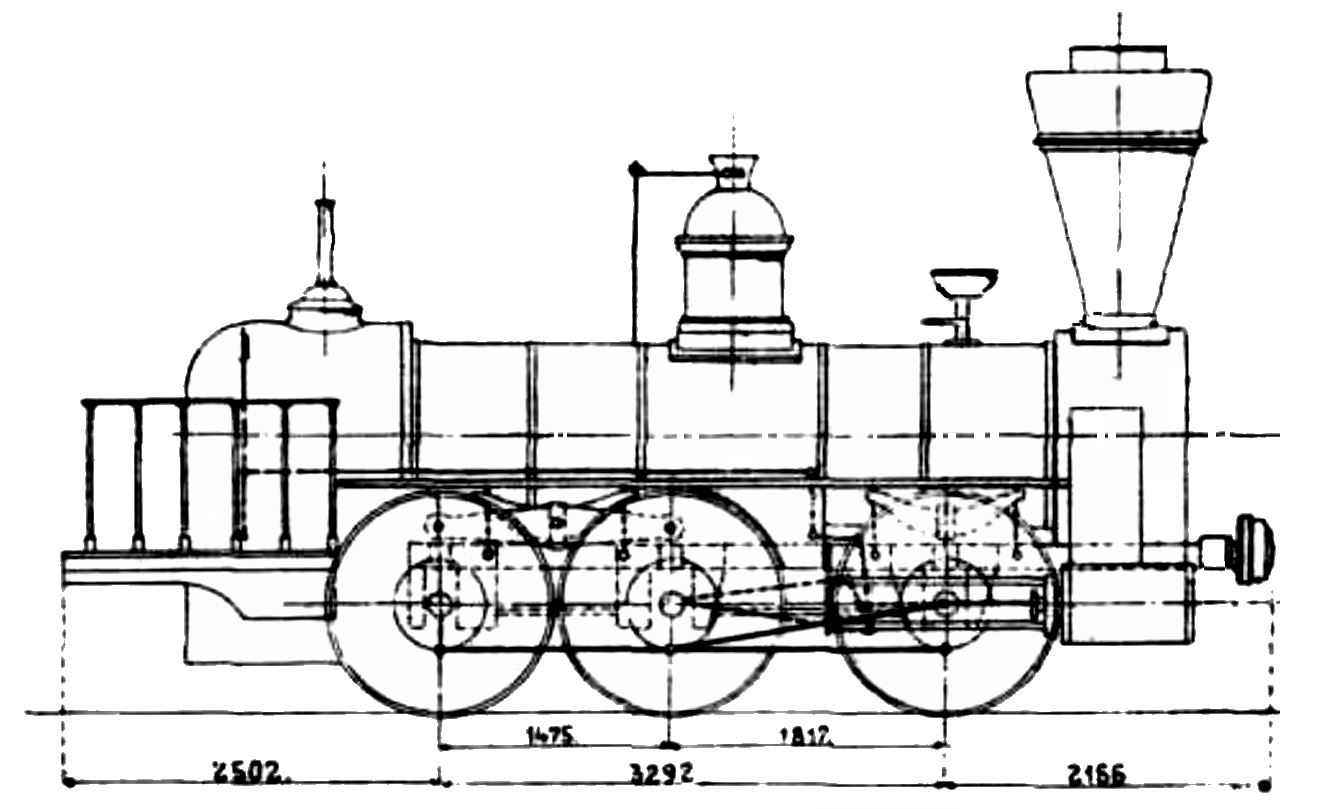
"FAHRAFELD" (výr.č.43/46), první trojspřežní lokomotiva v Rakousko-Uhersku; typ C m2 dominující železniční dopravě po následující půlstoletí
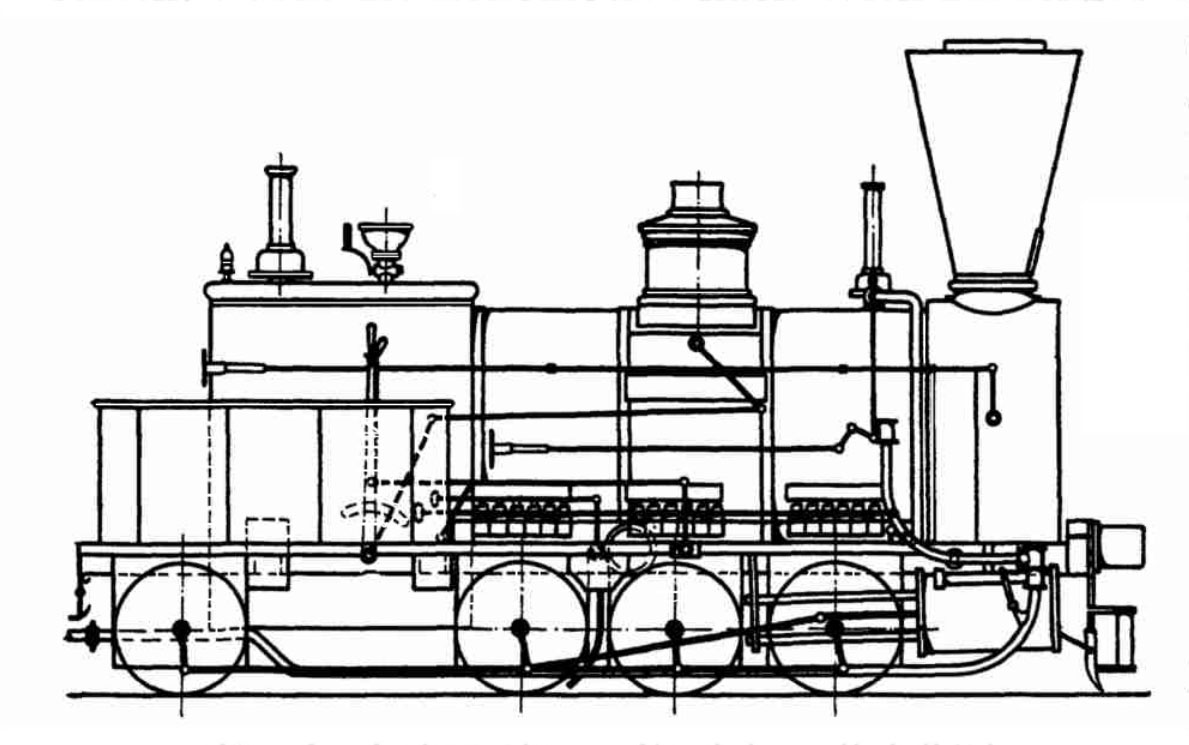
Haswellova lokomotiva "VINDOBONA" (zde jako D n2, výr.č.186/1851), přihlášná do soutěže o Semmeringskou dráhu
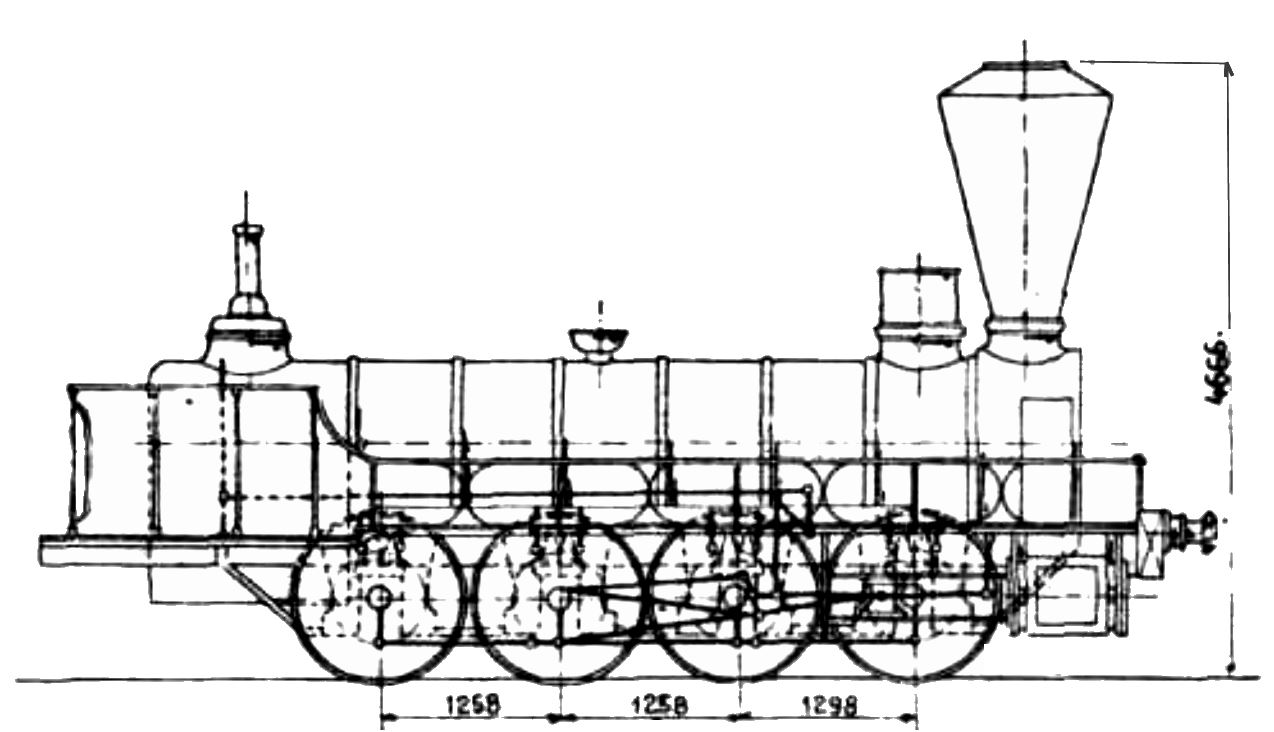
"WIEN-RAAB", D m2, první čtyřspřežní lokomotiva monarchie pro horskou dráhu přes Semmering (výr.č.303/55)
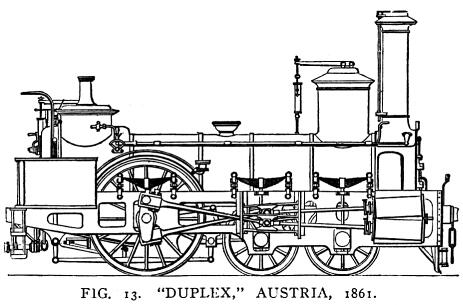
Rychlíkový stroj "DUPLEX", původně "ZINNWALD", první čtyřčitá lokomotiva na světě (2A m4, StEG  600/62)
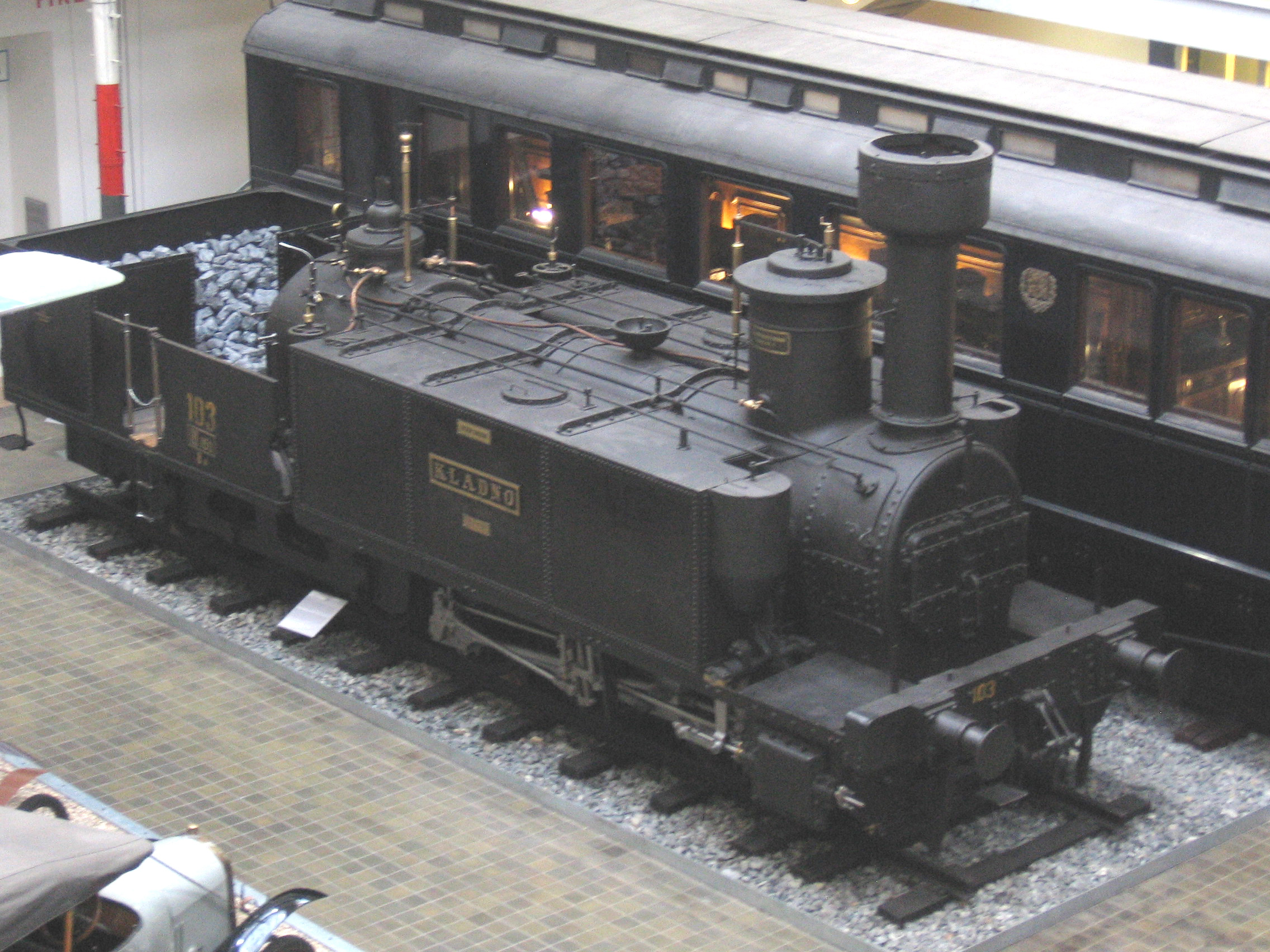
Engerthova nákladní lokomotiva  C2' m2t, BEB č. 103 „Kladno“ (StEG 295/55) pochází z dodávky pěti kusů pro Buštěhradskou dráhu
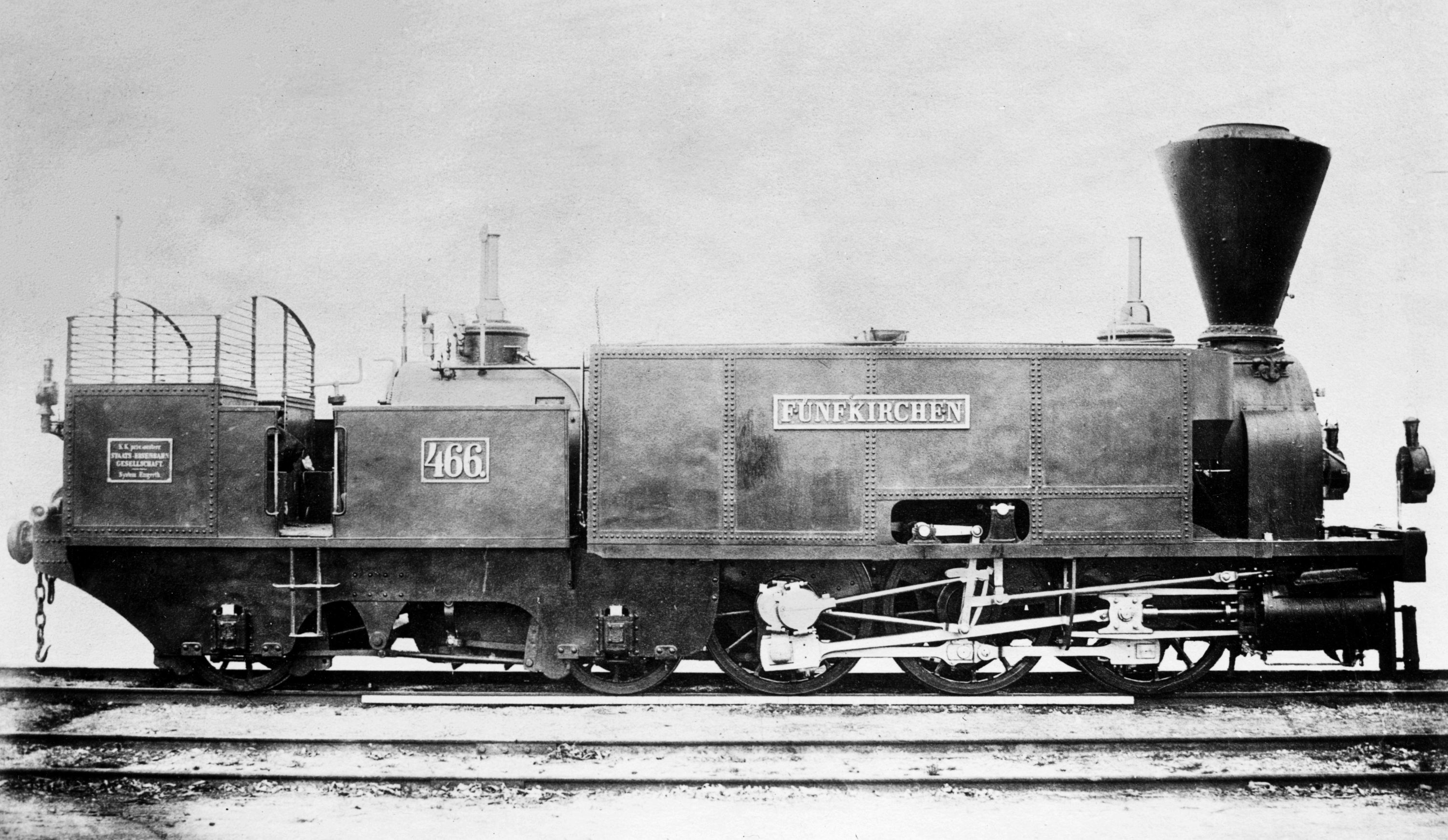
Polotendrová lokomotiva Engerthovy soustavy C2' m2t pro uherskou linii Společnosti, lokomotivka StEG 1856
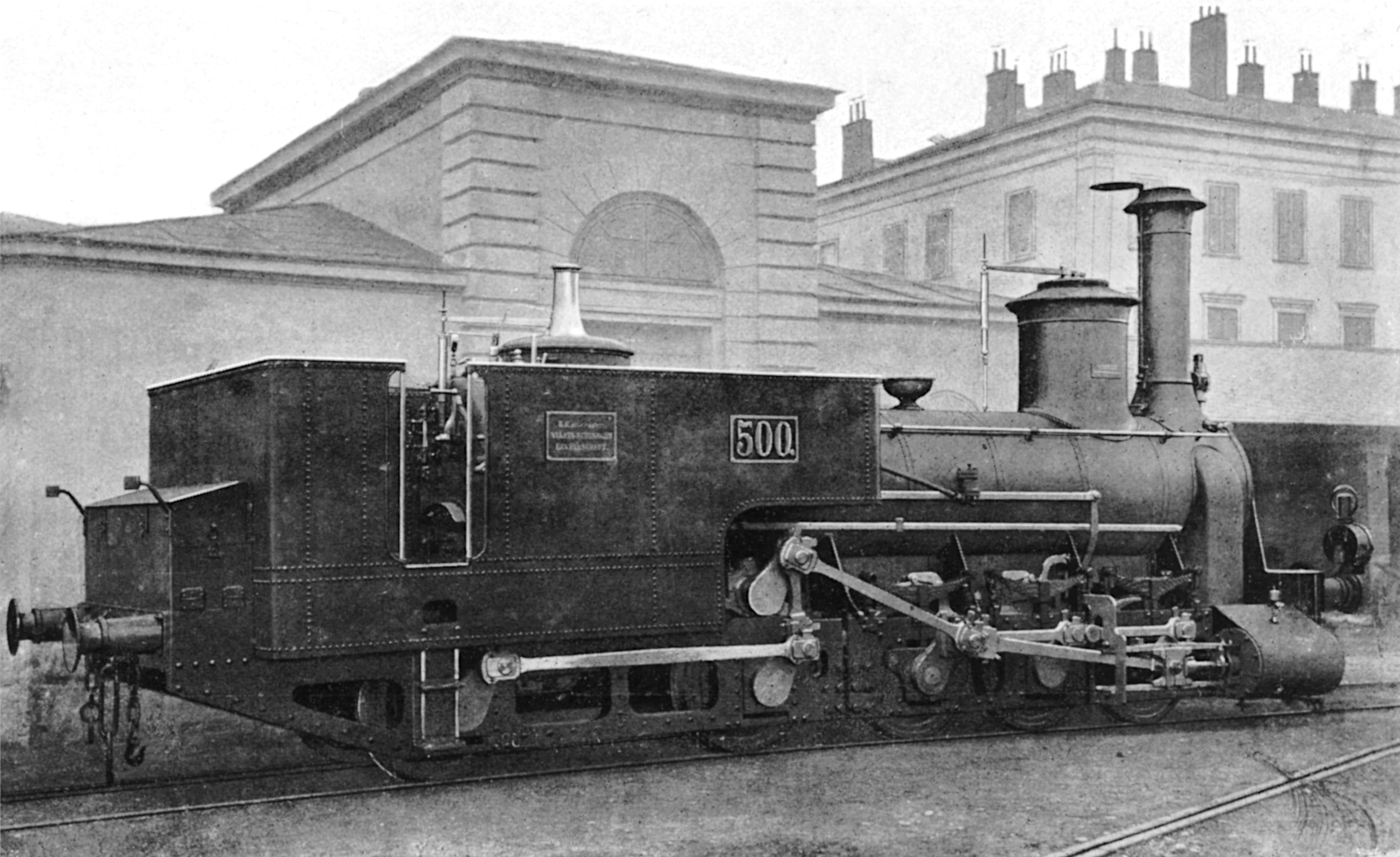
Engerthka v úpravě Pia Finka "STEYERDORF"⁽ᴵᴵ⁾ CB' m2t pro horskou dráhu Oravita-Anina (StEG výr.č. 619/62)
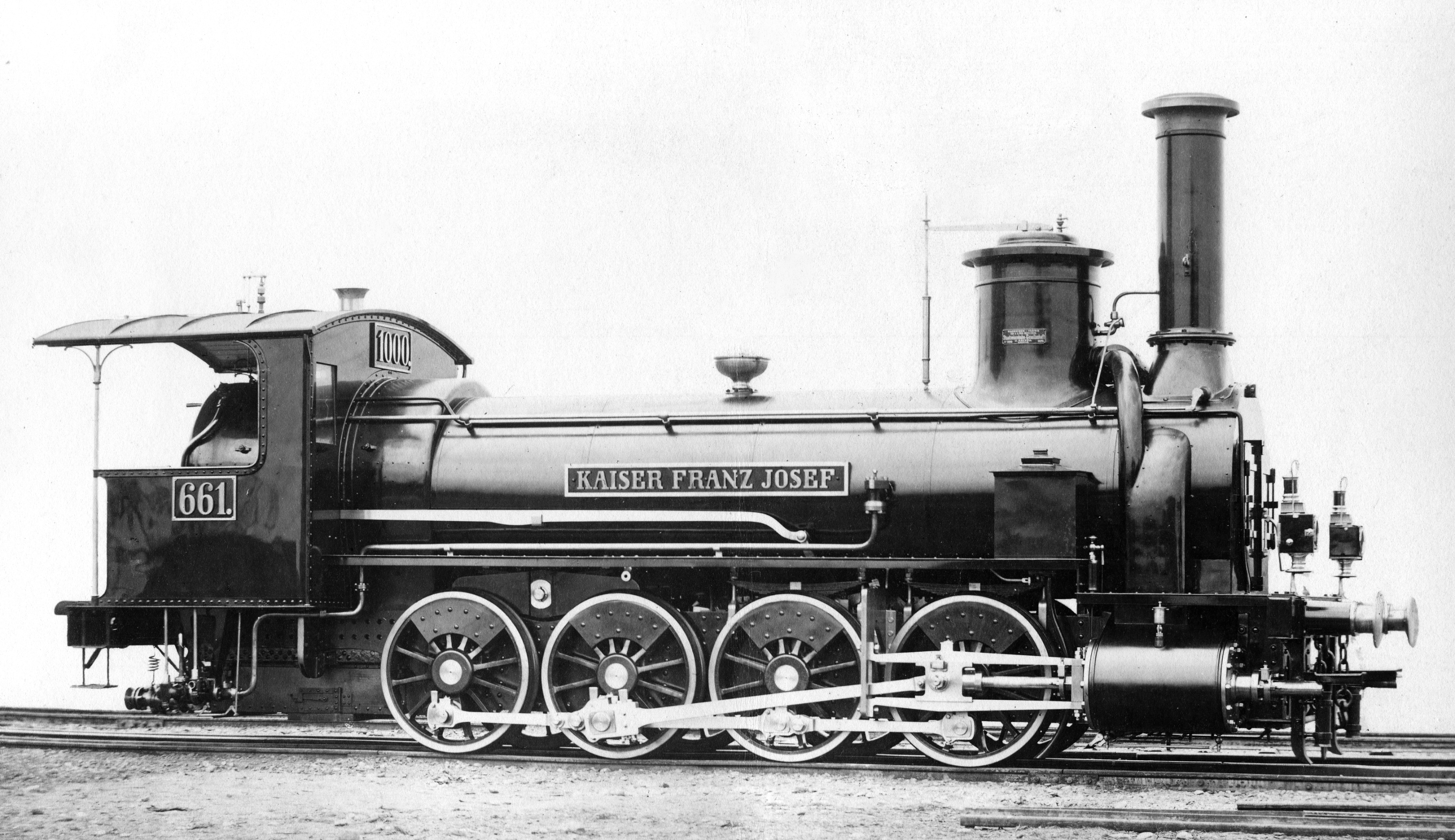
Výstavní lokomotiva StEG 661 "KAISER FRANZ JOSEF", výr.č. 1000/70, D m2 (později 571.35 KkStB a 401.014 ČSD)
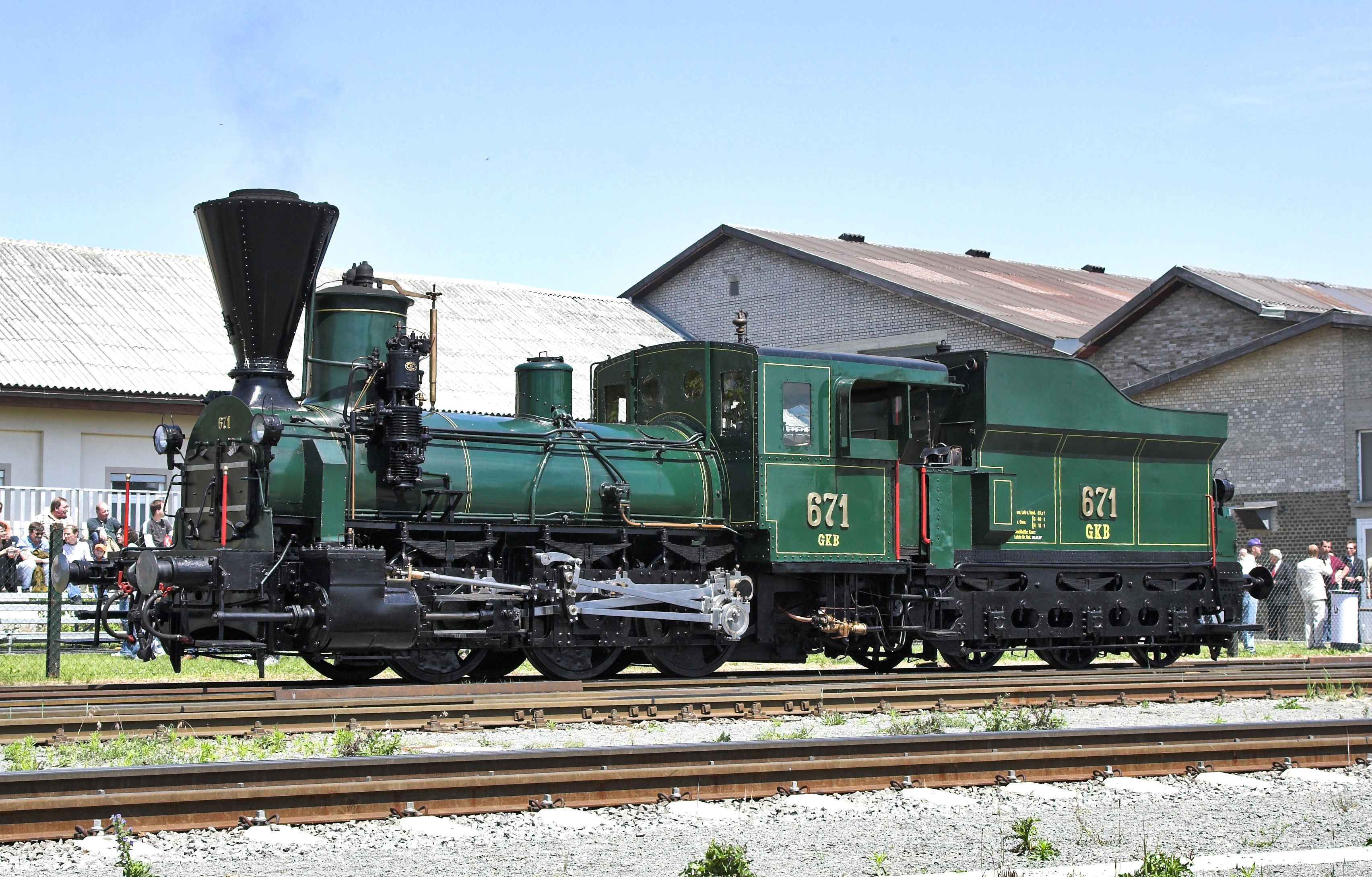
Nákladní stroj C m2 č.671 GKB, původně dodaný Jižní dráze (StEG 504/60), je dnes nejstarší lokomotivou světa schopnou provozu

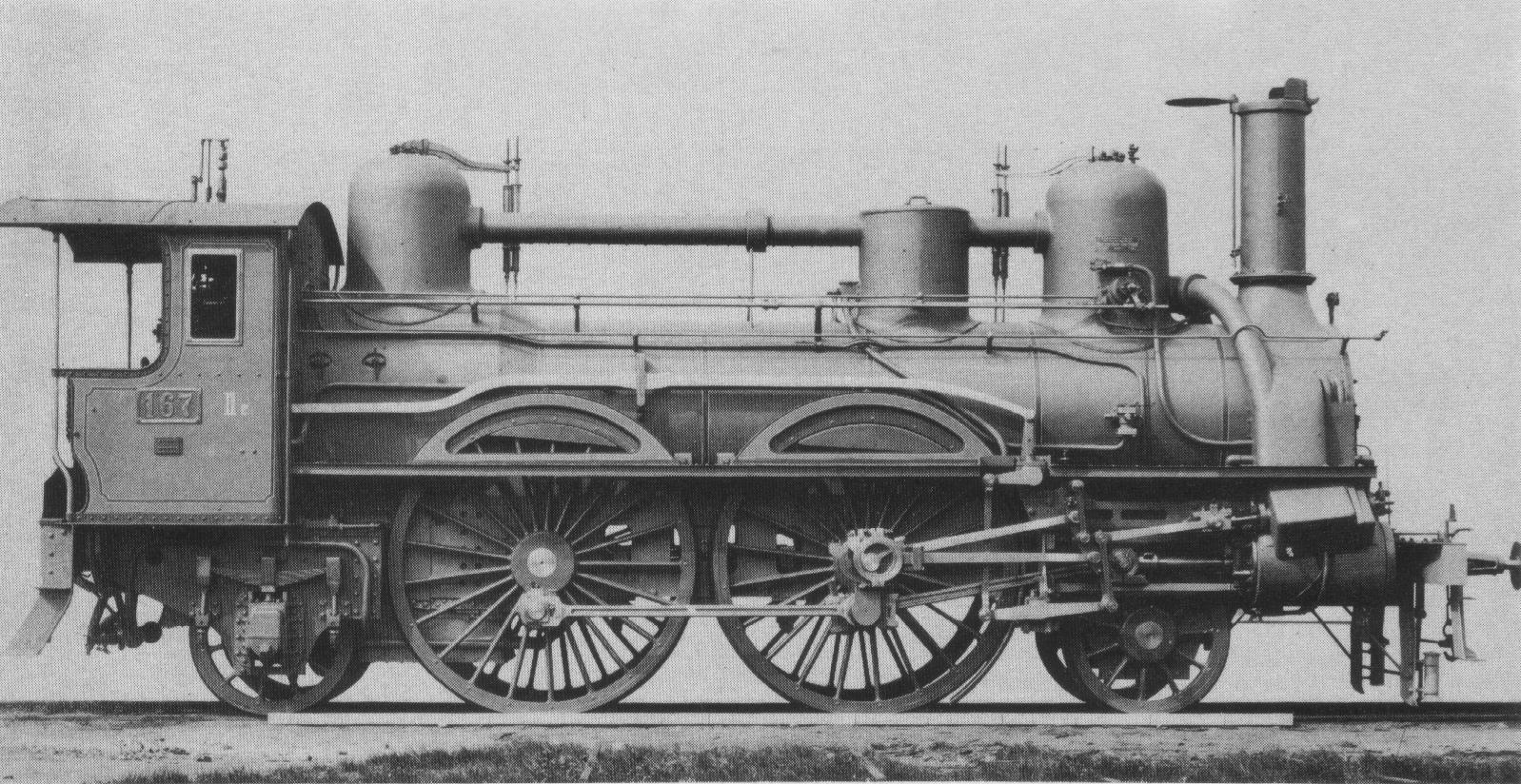
30 rychlíkových strojů 1'B'1 m2, u StEG kat. Ia s průměrem kol 212 cm bylo vyrobeno podle francouzského vzoru v letech 1886-96. U  ČSD řada 254.3
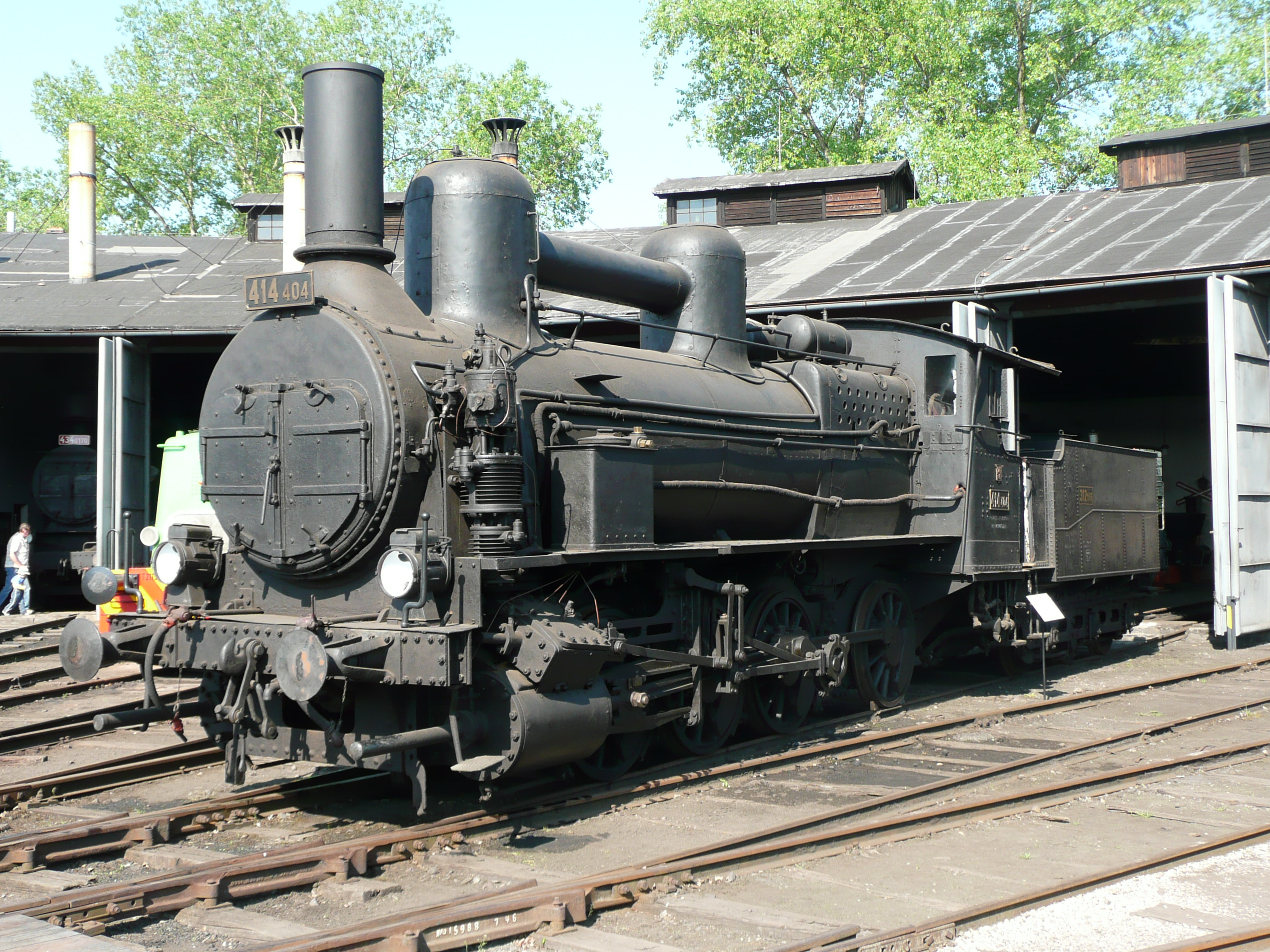
Nákladní lokomotivy D' n2 kat. Vg StEG (1894–1900, 19 ks) dostaly u ČSD řadu 414.4 a přezdívku "prachárna"
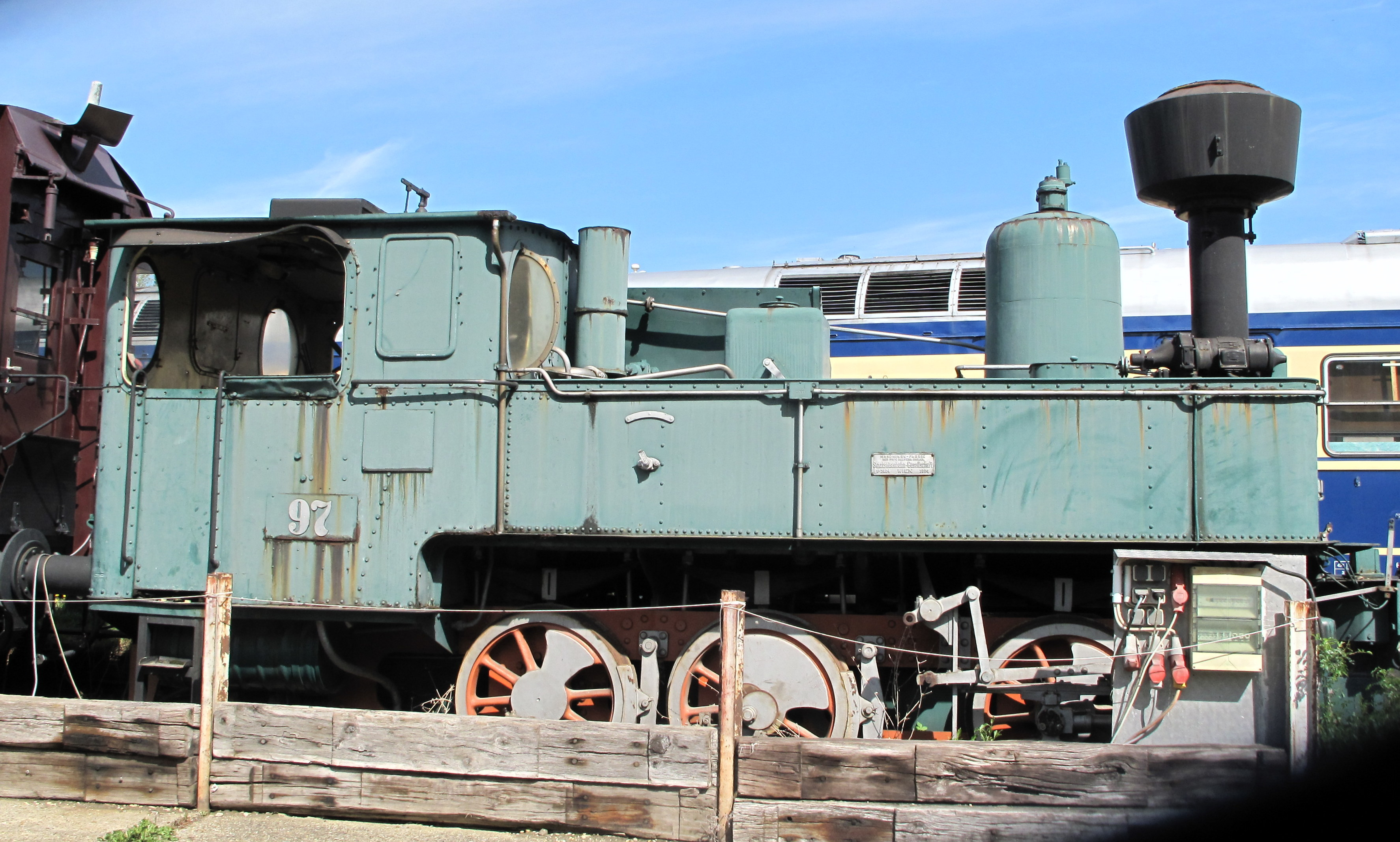
Lokomotiva C m2t řady 97 kkStB (310.0 ČSD) pro místní dráhy - StEG v letech 1893–1900 dodala 38 ks (zde 97.73, výr.č.2404/94)
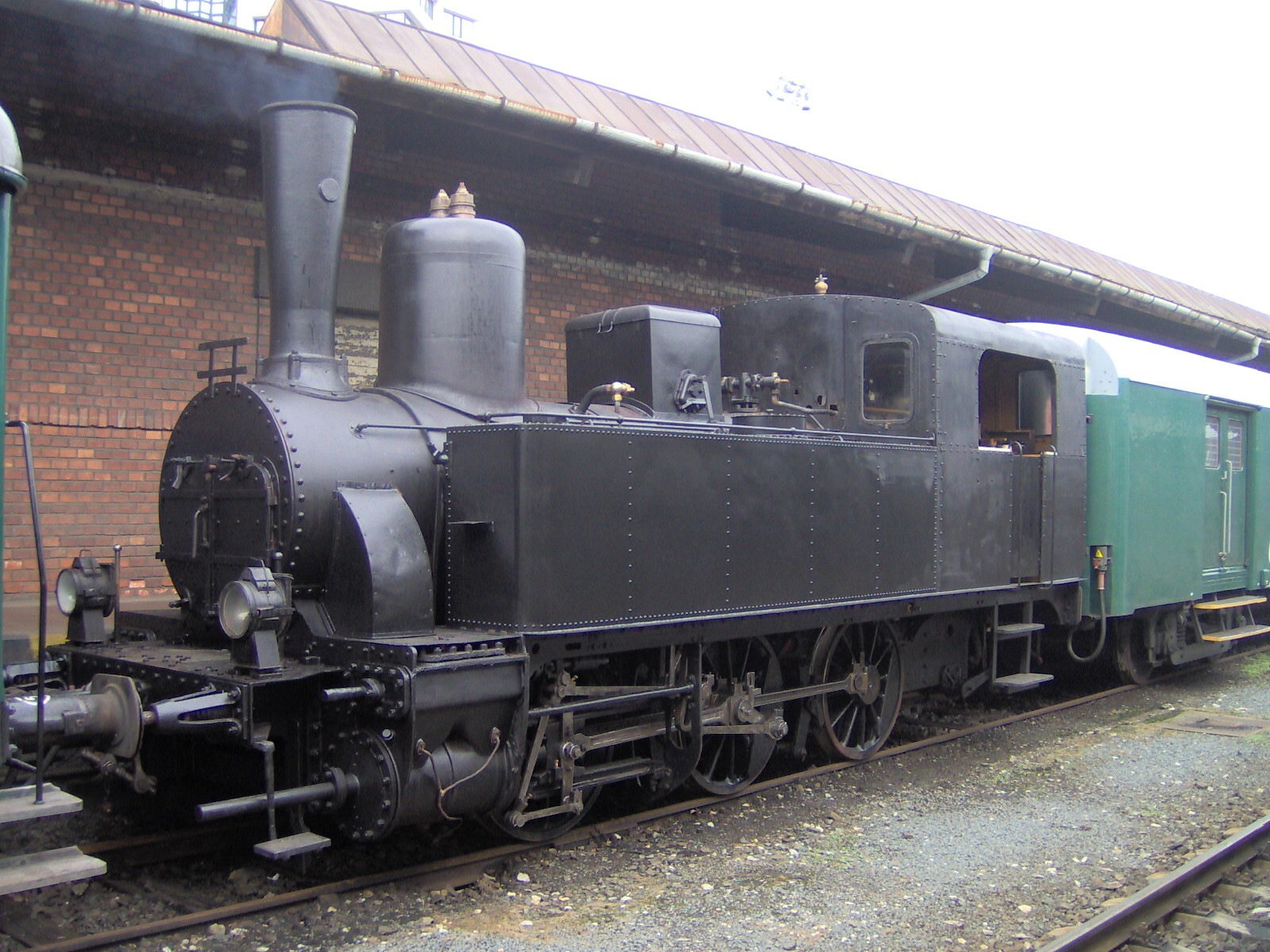
Posunovacích lokomotiv C m2t řady X KFNB (kkStB 66, ČSD 314.3) vyrobila StEG 37 ks v letech 1898–1908
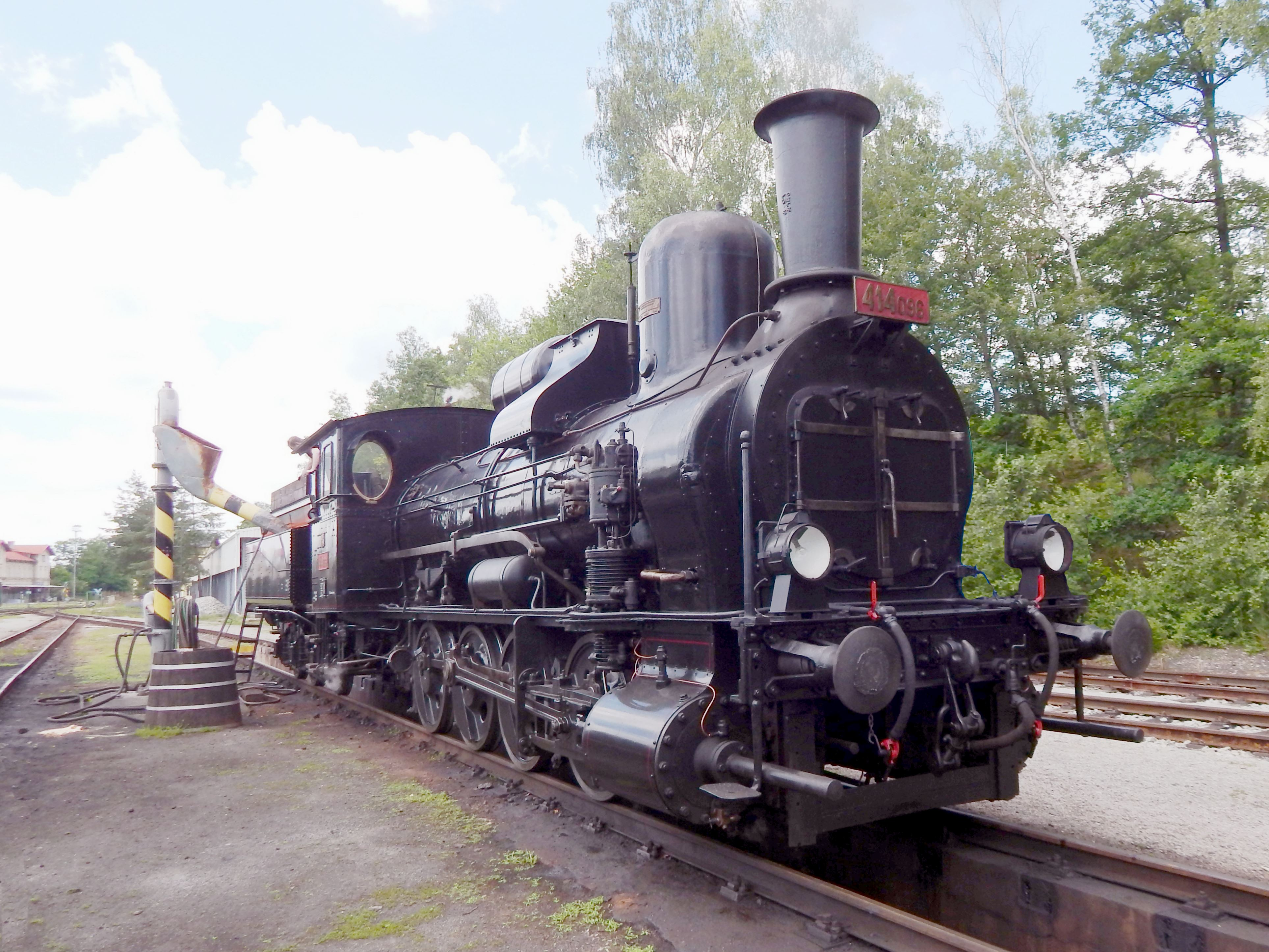
Lokomotiva D m2, 414.096 u ČSD (ex 73.368 kkStB, StEG 3282/1906) - StEG vyrobila 119 ks (1886-1906)
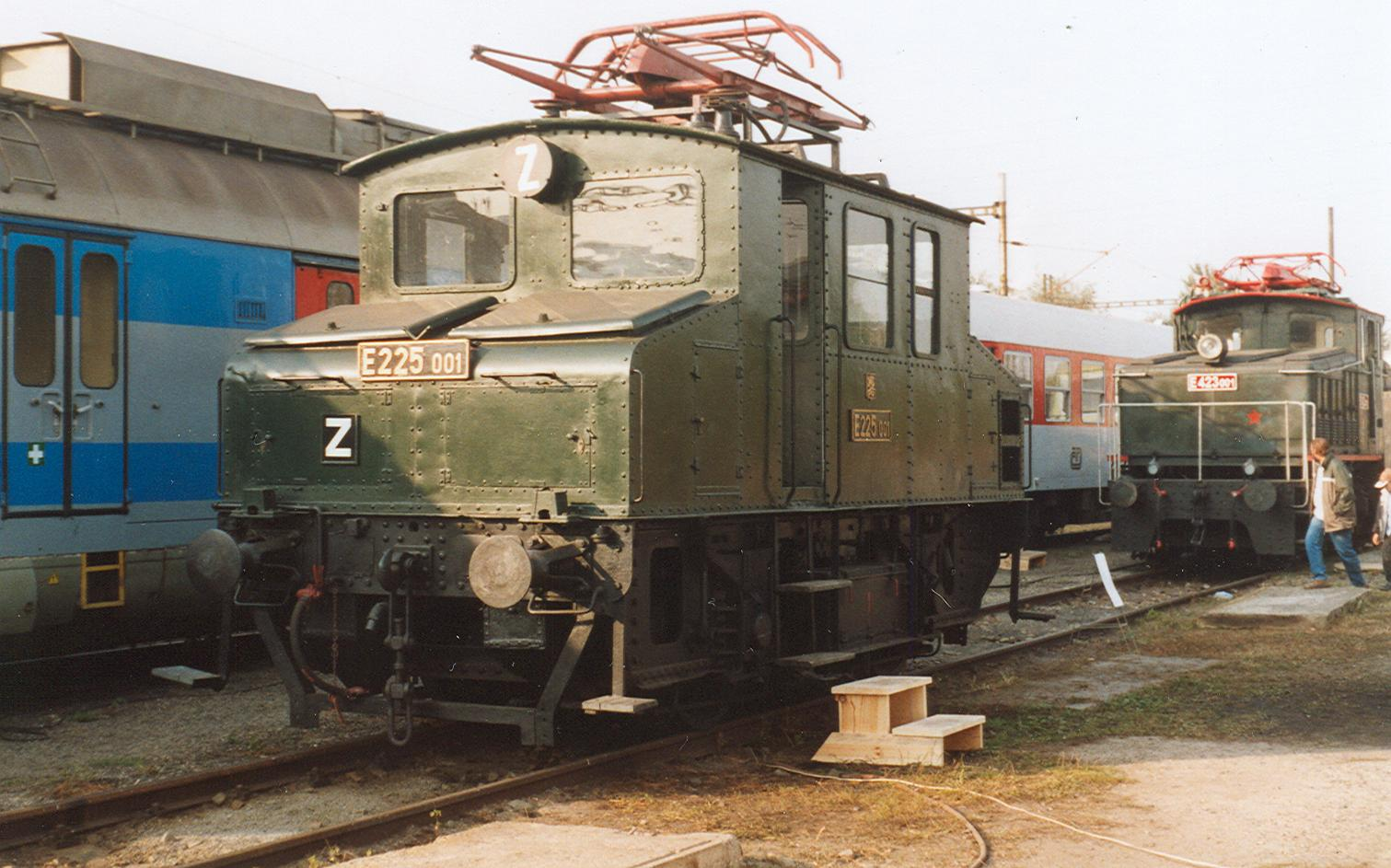
Elektrická lokomotiva "WIEN", č.1 Wiener Stadtbahn, jezdila v Praze jako E 225.001 ČSD. El.výbava fy František Křižík, mech. část StEG ((4562)/1906)
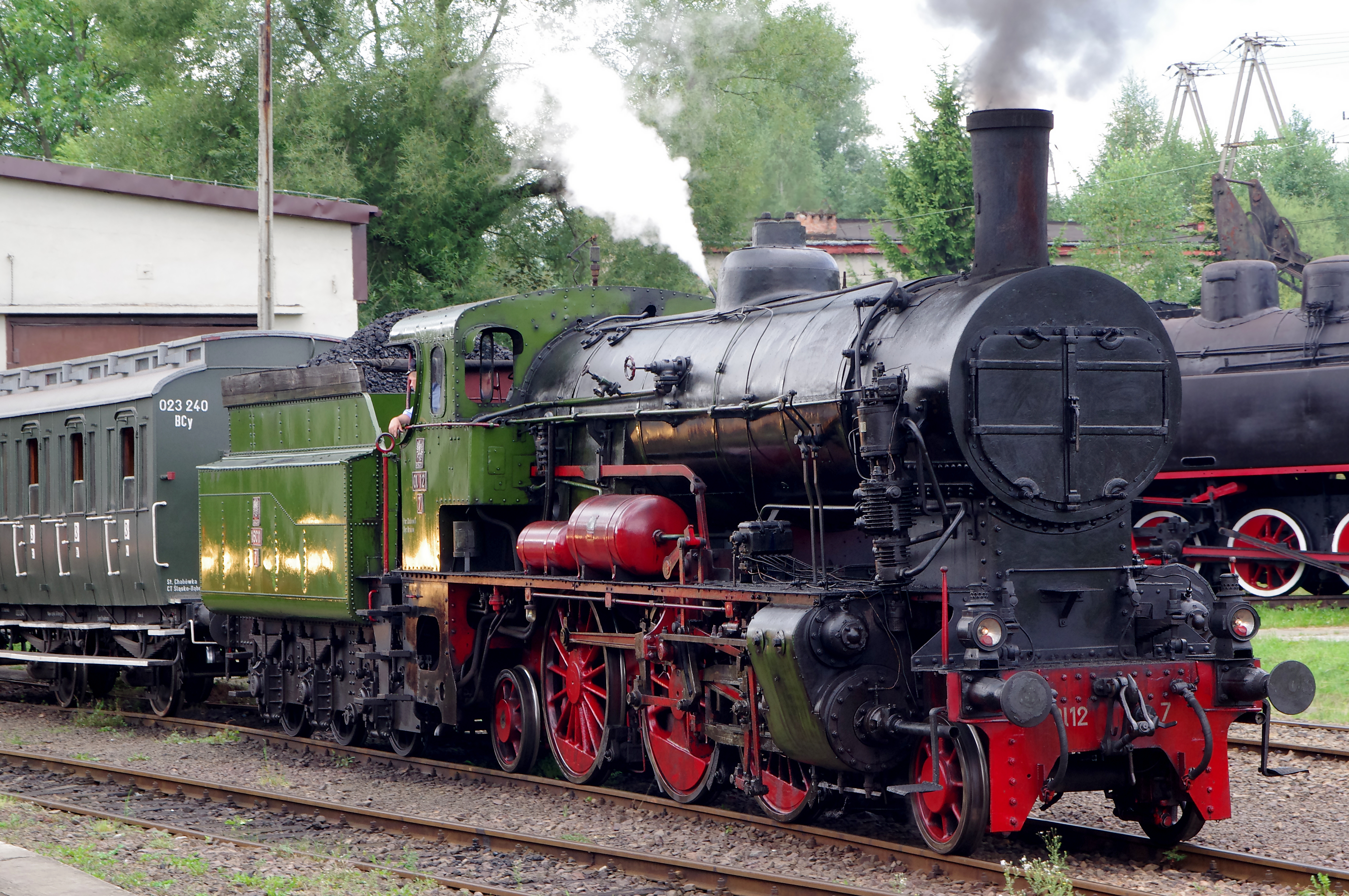
Lokomotiv 1'C'1 p2s řady kkStB 429 (ČSD 354.7) Gölsdorfovy konstrukce vyrobila StEG 69 ks v letech 1909–16
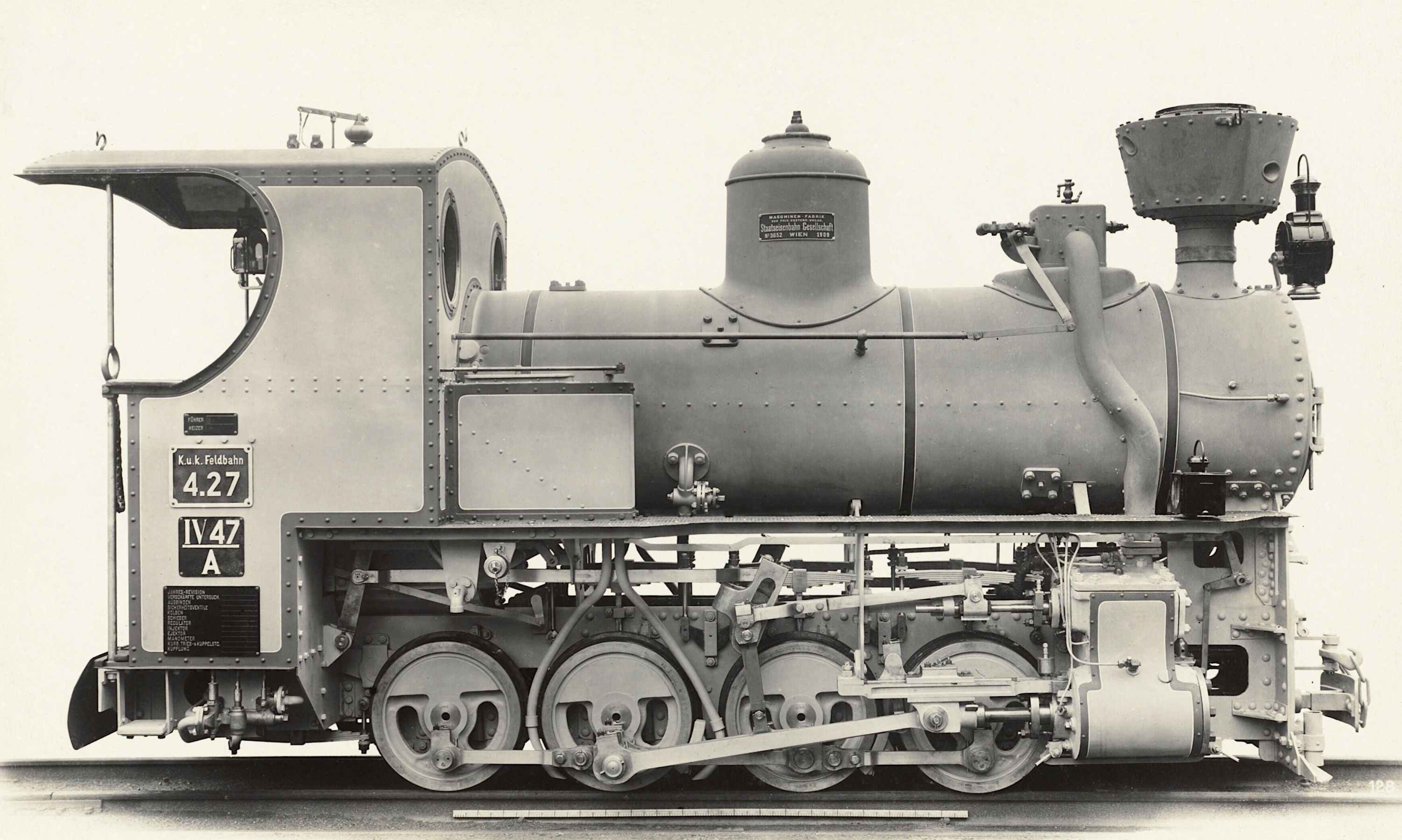
Pro vojenské polní dráhy bylo v letech 1904–09 vyrobeno 26 strojů D m2 řad 1 až 4 K.u.k. FB na rozchod 700 mm
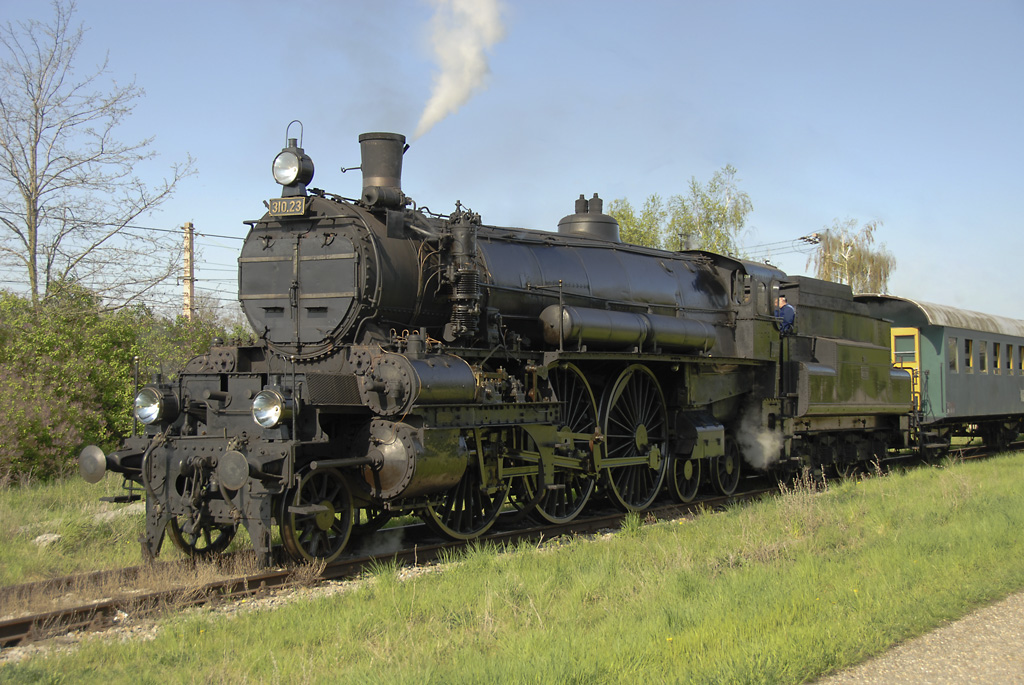
Z 90 vyrobených Gölsdorfových rychlíkových strojů 1'C'2 p4s, u kkStB ř.310 (ČSD 375.0) jich u StEG vzniklo 32 (v letech 1911–15)
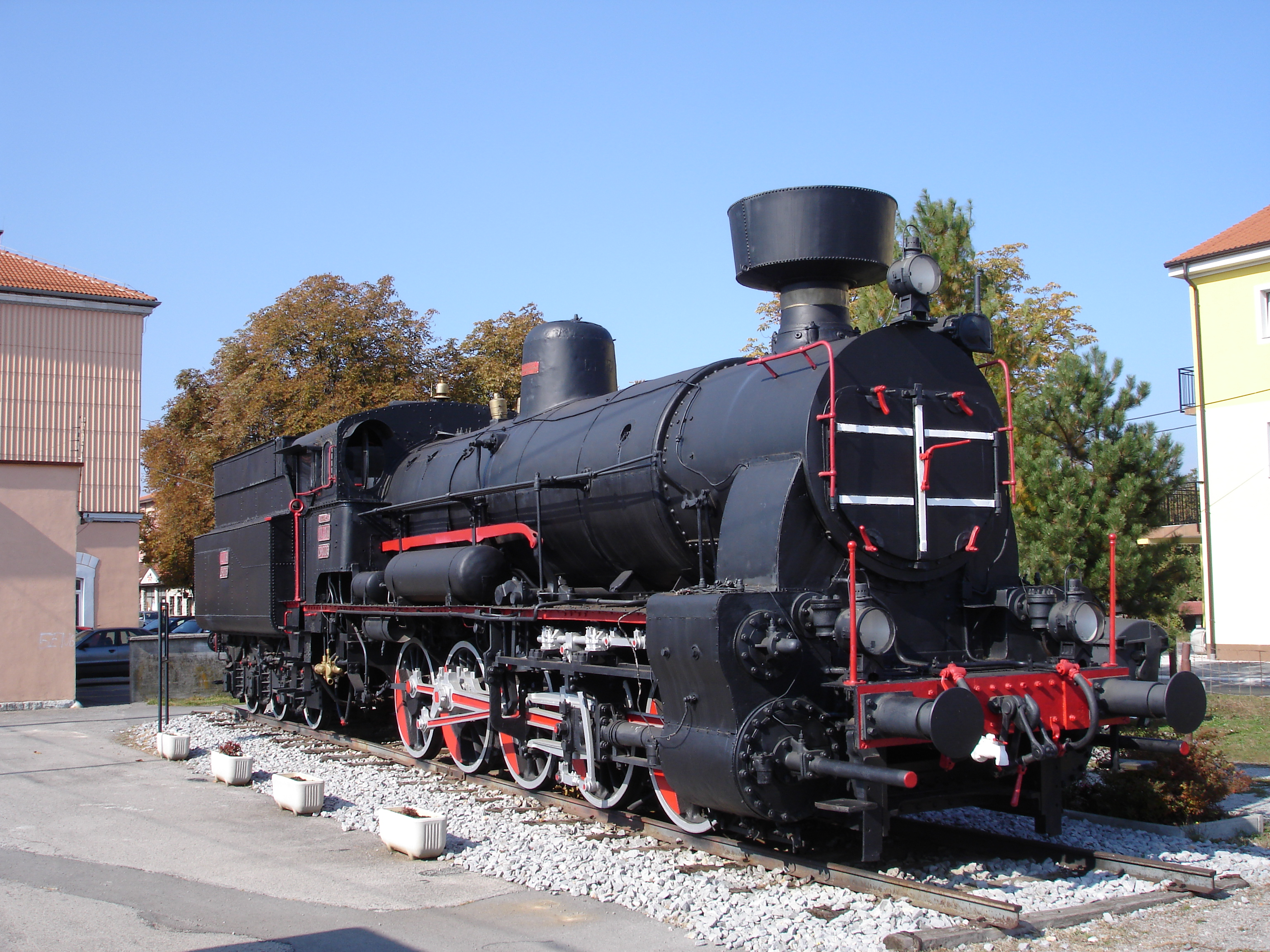
Nákladní lokomotiva E p2 řady kkStB 80, ČSD 524.0. Z nejméně 418 exemplářů jich StEG vyrobila 156 ks mezi léty 1909–1922
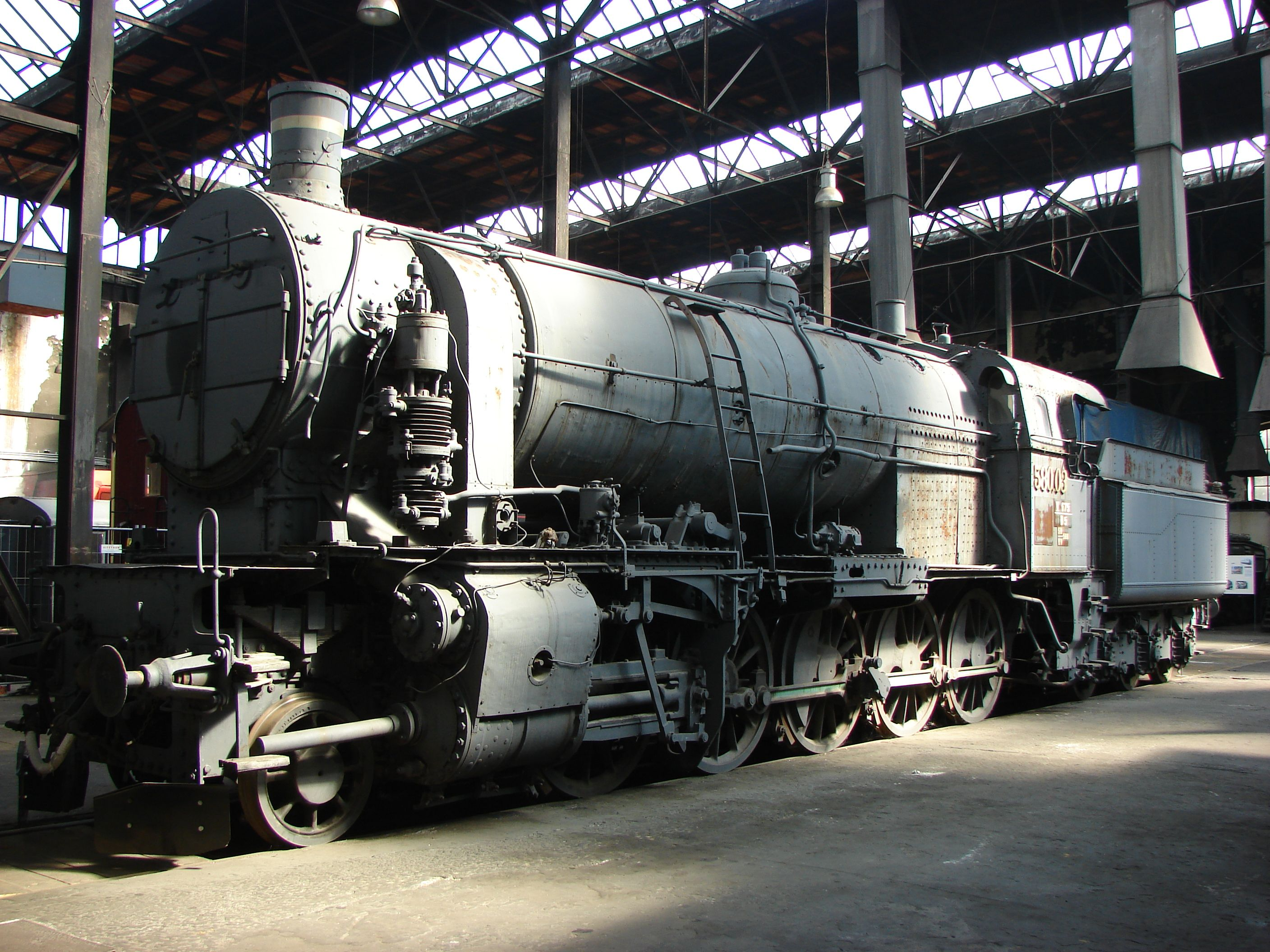
Lokomotiv 1'E p2 řady 580 bylo pro Jižní dráhu na Brennerbahn dodáno 37 (1912–22), dalších 10 pak roku 1926 Řeckým drahám
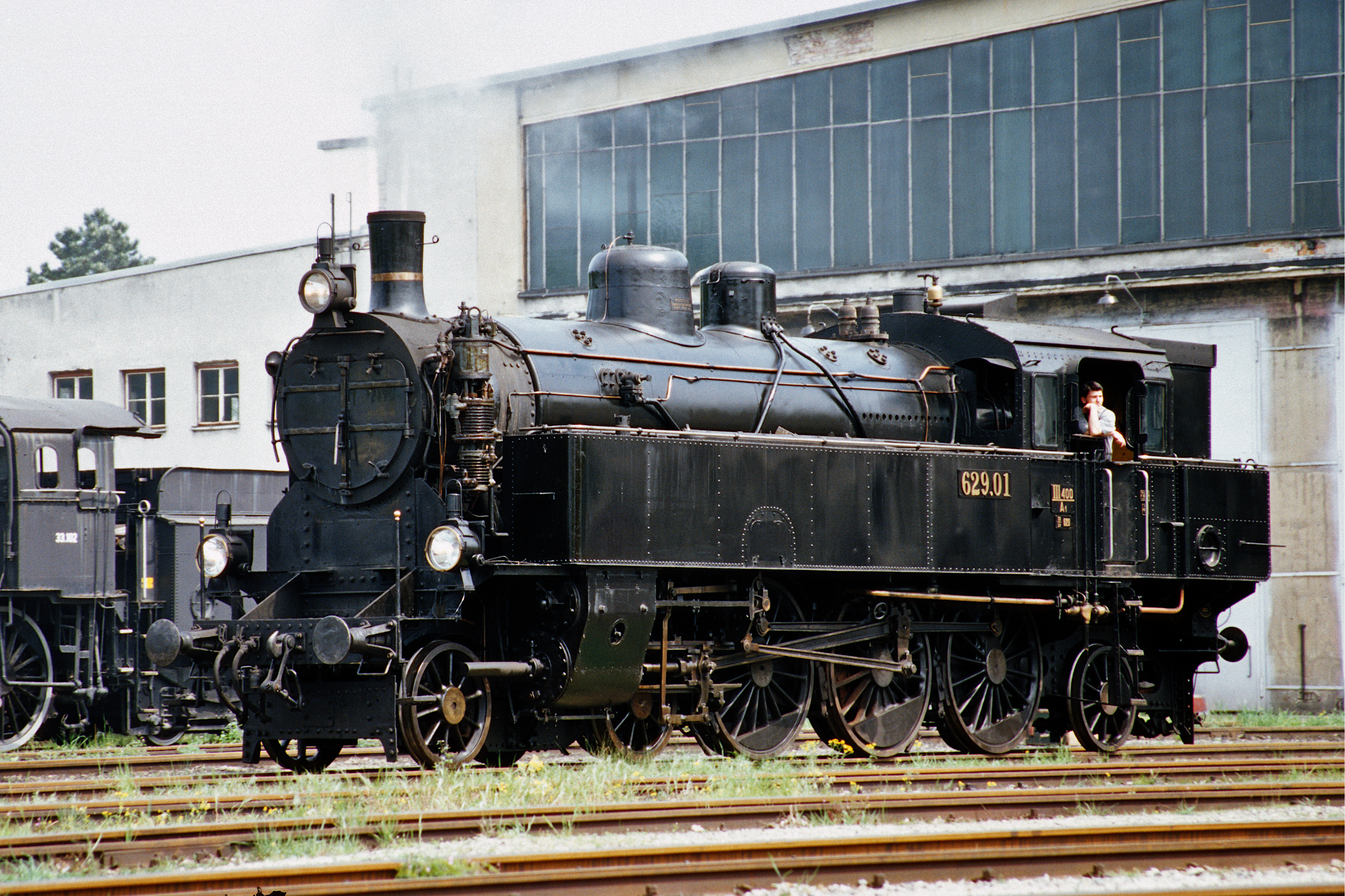
Osobních tendrovek 2'C'1 p2t řady 629 bylo vyrobeno 9 pro SB (1913–14) a 40 pro kkStB/ÖStB (1917–22). U ČSD jako 354.1 (č. 21–35)
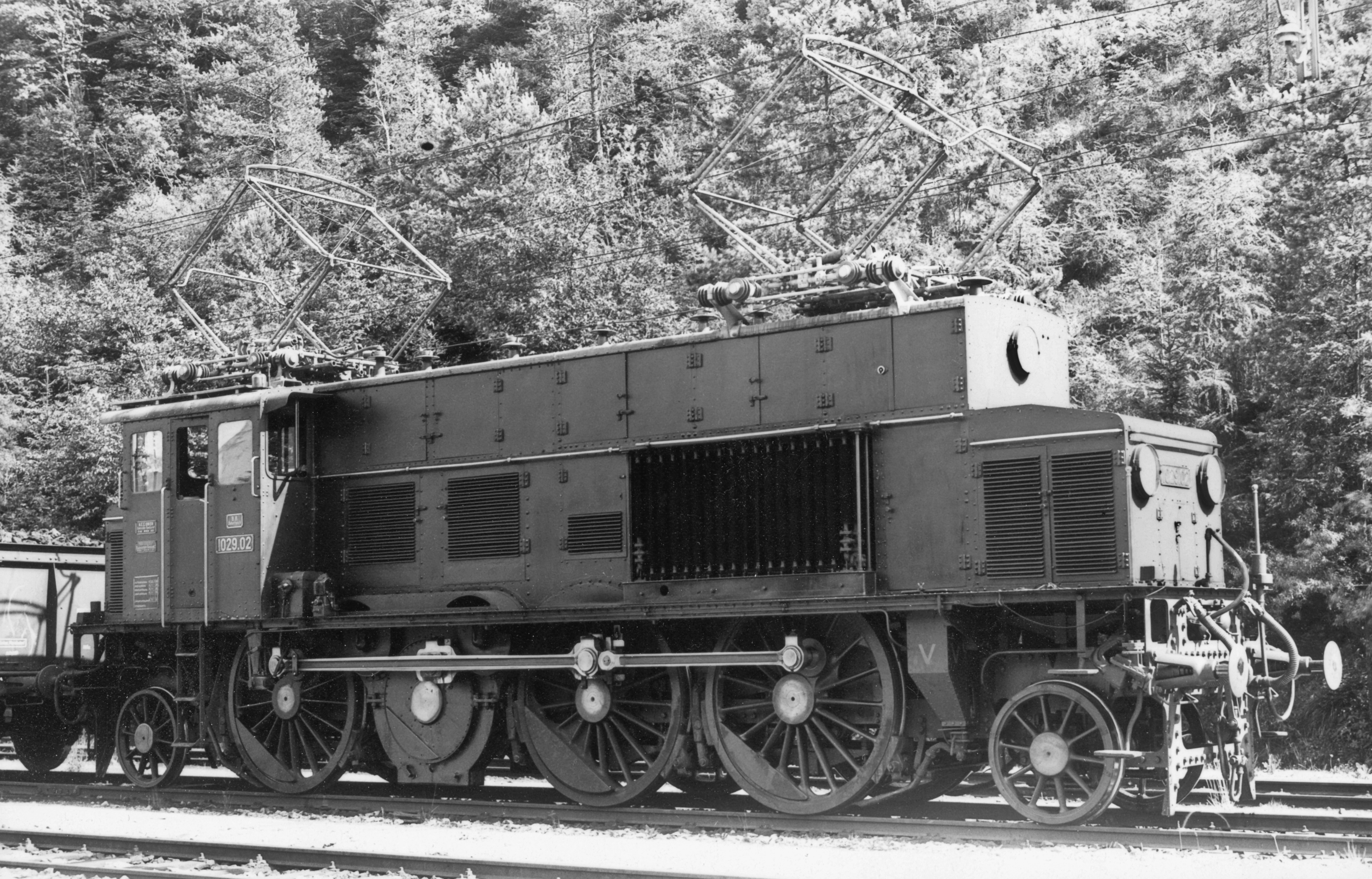
Osobní elektrické stroje 1'C1' ř. BBÖ 1029 (1923–1925) pro Arlbergskou a Salzkammer-skou dráhu dodala StEG spolu s AEG v počtu 20 ks
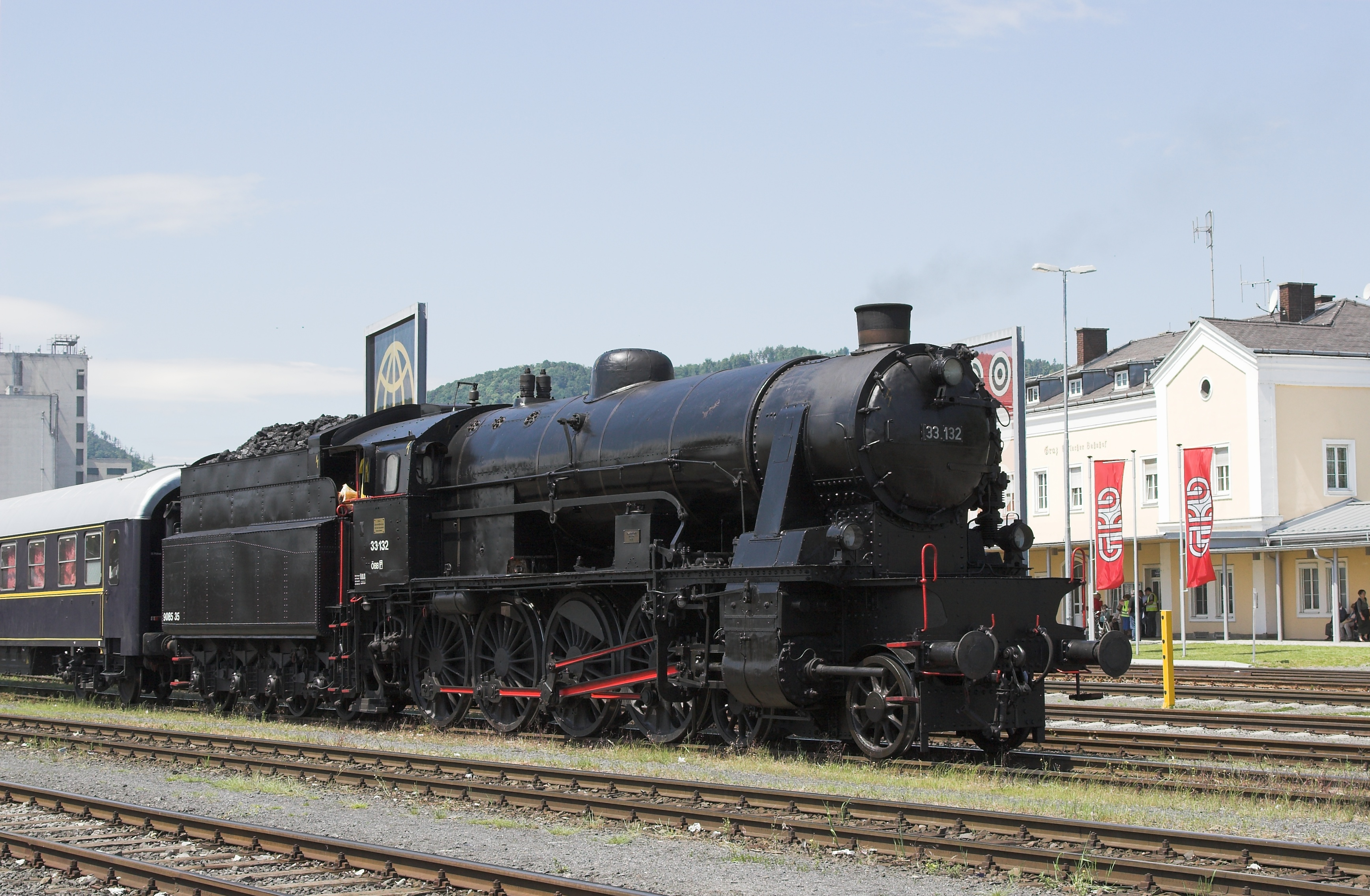
Pro obnovení rychlíkového provozu dodala StEG 33 strojů 2'D p2 ř. BBÖ 113 (1923–27); dalších 60 vyrobil v licenci Fablok pro PKP (ř. Os24)
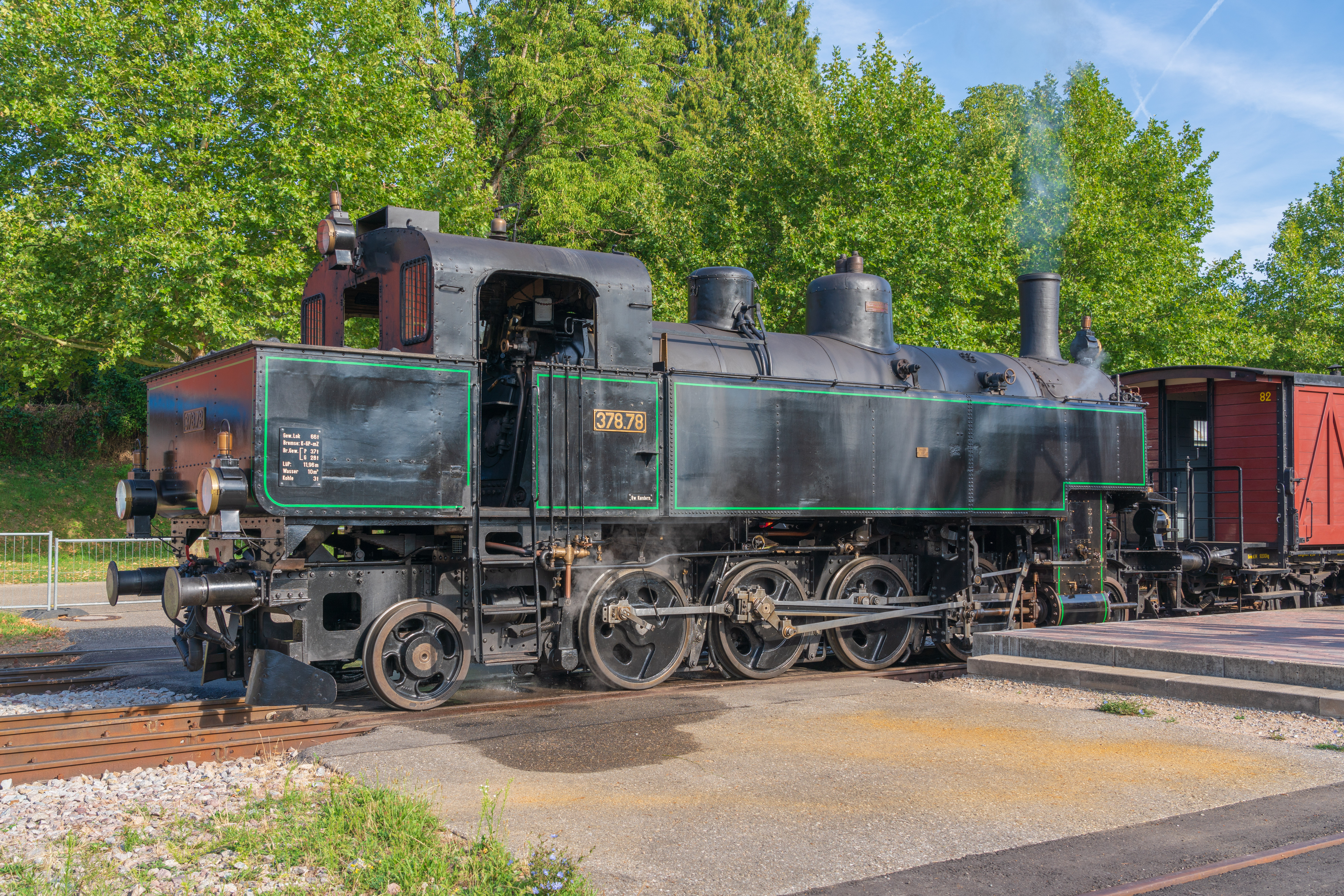
V letech 1927–28 se StEG podílela 65 kusy na výrobě strojů 1'D1' p2t řady BBÖ 378 pro místní dráhy v Rakousku (ČSD 431.0 č. 26-31)